# Llista d'asteroides (103001-104000)
Llista d'asteroides del 103.001 al 104.000, amb data de descoberta i descobridor. És un fragment de la llista d'asteroides completa. Als asteroides se'ls dona un número quan es confirma la seva òrbita, per tant apareixen llistats aproximadament segons la data de descobriment.
Contingut: 103001... 103101... 103201... 103301... 103401... 103501... 103601... 103701... 103801... 103901... 

| Nom                       | Designació provisional | Data de descobriment | Lloc de descobriment | Descobridor/s                |
| 103001-103100             | 103001-103100          | 103001-103100        | 103001-103100        | 103001-103100                |
| ------------------------- | ---------------------- | -------------------- | -------------------- | ---------------------------- |
| 103001 -                  | 1999 XW95              | 9 de desembre, 1999  | Oizumi               | T. Kobayashi                 |
| 103002 -                  | 1999 XH98              | 7 de desembre, 1999  | Socorro              | LINEAR                       |
| 103003 -                  | 1999 XN98              | 7 de desembre, 1999  | Socorro              | LINEAR                       |
| 103004 -                  | 1999 XR98              | 7 de desembre, 1999  | Socorro              | LINEAR                       |
| 103005 -                  | 1999 XN99              | 7 de desembre, 1999  | Socorro              | LINEAR                       |
| 103006 -                  | 1999 XW99              | 7 de desembre, 1999  | Socorro              | LINEAR                       |
| 103007 -                  | 1999 XD100             | 7 de desembre, 1999  | Socorro              | LINEAR                       |
| 103008 -                  | 1999 XX100             | 7 de desembre, 1999  | Socorro              | LINEAR                       |
| 103009 -                  | 1999 XW101             | 7 de desembre, 1999  | Socorro              | LINEAR                       |
| 103010 -                  | 1999 XQ102             | 7 de desembre, 1999  | Socorro              | LINEAR                       |
| 103011 -                  | 1999 XG103             | 7 de desembre, 1999  | Socorro              | LINEAR                       |
| 103012 -                  | 1999 XT103             | 7 de desembre, 1999  | Socorro              | LINEAR                       |
| 103013 -                  | 1999 XV103             | 7 de desembre, 1999  | Socorro              | LINEAR                       |
| 103014 -                  | 1999 XD104             | 9 de desembre, 1999  | Gekko                | T. Kagawa                    |
| 103015 - Gianfrancomarcon | 1999 XF104             | 8 de desembre, 1999  | Campo Catino         | Campo Catino                 |
| 103016 -                  | 1999 XH105             | 8 de desembre, 1999  | Ondřejov             | P. Pravec, P. Kušnirák       |
| 103017 -                  | 1999 XR105             | 11 de desembre, 1999 | Oaxaca               | J. M. Roe                    |
| 103018 -                  | 1999 XW105             | 11 de desembre, 1999 | Oizumi               | T. Kobayashi                 |
| 103019 -                  | 1999 XG106             | 11 de desembre, 1999 | Prescott             | P. G. Comba                  |
| 103020 -                  | 1999 XP106             | 4 de desembre, 1999  | Catalina             | CSS                          |
| 103021 -                  | 1999 XM109             | 4 de desembre, 1999  | Catalina             | CSS                          |
| 103022 -                  | 1999 XU109             | 4 de desembre, 1999  | Catalina             | CSS                          |
| 103023 -                  | 1999 XD110             | 4 de desembre, 1999  | Catalina             | CSS                          |
| 103024 -                  | 1999 XG110             | 4 de desembre, 1999  | Catalina             | CSS                          |
| 103025 -                  | 1999 XQ110             | 5 de desembre, 1999  | Catalina             | CSS                          |
| 103026 -                  | 1999 XN111             | 8 de desembre, 1999  | Catalina             | CSS                          |
| 103027 -                  | 1999 XS112             | 11 de desembre, 1999 | Socorro              | LINEAR                       |
| 103028 -                  | 1999 XJ114             | 11 de desembre, 1999 | Socorro              | LINEAR                       |
| 103029 -                  | 1999 XL114             | 11 de desembre, 1999 | Socorro              | LINEAR                       |
| 103030 -                  | 1999 XH115             | 4 de desembre, 1999  | Catalina             | CSS                          |
| 103031 -                  | 1999 XN115             | 4 de desembre, 1999  | Catalina             | CSS                          |
| 103032 -                  | 1999 XJ116             | 5 de desembre, 1999  | Catalina             | CSS                          |
| 103033 -                  | 1999 XP116             | 5 de desembre, 1999  | Catalina             | CSS                          |
| 103034 -                  | 1999 XD117             | 5 de desembre, 1999  | Catalina             | CSS                          |
| 103035 -                  | 1999 XY117             | 5 de desembre, 1999  | Catalina             | CSS                          |
| 103036 -                  | 1999 XP118             | 5 de desembre, 1999  | Catalina             | CSS                          |
| 103037 -                  | 1999 XK119             | 5 de desembre, 1999  | Catalina             | CSS                          |
| 103038 -                  | 1999 XR119             | 5 de desembre, 1999  | Catalina             | CSS                          |
| 103039 -                  | 1999 XB121             | 5 de desembre, 1999  | Catalina             | CSS                          |
| 103040 -                  | 1999 XH121             | 5 de desembre, 1999  | Catalina             | CSS                          |
| 103041 -                  | 1999 XN121             | 5 de desembre, 1999  | Catalina             | CSS                          |
| 103042 -                  | 1999 XO122             | 7 de desembre, 1999  | Catalina             | CSS                          |
| 103043 -                  | 1999 XP122             | 7 de desembre, 1999  | Catalina             | CSS                          |
| 103044 -                  | 1999 XH123             | 7 de desembre, 1999  | Catalina             | CSS                          |
| 103045 -                  | 1999 XH128             | 7 de desembre, 1999  | Socorro              | LINEAR                       |
| 103046 -                  | 1999 XU128             | 12 de desembre, 1999 | Socorro              | LINEAR                       |
| 103047 -                  | 1999 XV128             | 12 de desembre, 1999 | Socorro              | LINEAR                       |
| 103048 -                  | 1999 XW128             | 12 de desembre, 1999 | Socorro              | LINEAR                       |
| 103049 -                  | 1999 XF129             | 12 de desembre, 1999 | Socorro              | LINEAR                       |
| 103050 -                  | 1999 XV129             | 12 de desembre, 1999 | Socorro              | LINEAR                       |
| 103051 -                  | 1999 XD130             | 12 de desembre, 1999 | Socorro              | LINEAR                       |
| 103052 -                  | 1999 XT131             | 12 de desembre, 1999 | Socorro              | LINEAR                       |
| 103053 -                  | 1999 XH134             | 12 de desembre, 1999 | Socorro              | LINEAR                       |
| 103054 -                  | 1999 XL134             | 12 de desembre, 1999 | Socorro              | LINEAR                       |
| 103055 -                  | 1999 XR134             | 5 de desembre, 1999  | Socorro              | LINEAR                       |
| 103056 -                  | 1999 XX134             | 5 de desembre, 1999  | Socorro              | LINEAR                       |
| 103057 -                  | 1999 XN135             | 8 de desembre, 1999  | Socorro              | LINEAR                       |
| 103058 -                  | 1999 XQ135             | 8 de desembre, 1999  | Socorro              | LINEAR                       |
| 103059 -                  | 1999 XV136             | 14 de desembre, 1999 | Fountain Hills       | C. W. Juels                  |
| 103060 -                  | 1999 XD137             | 5 de desembre, 1999  | Anderson Mesa        | LONEOS                       |
| 103061 -                  | 1999 XZ138             | 5 de desembre, 1999  | Kitt Peak            | Spacewatch                   |
| 103062 -                  | 1999 XU139             | 2 de desembre, 1999  | Kitt Peak            | Spacewatch                   |
| 103063 -                  | 1999 XL140             | 2 de desembre, 1999  | Kitt Peak            | Spacewatch                   |
| 103064 -                  | 1999 XF141             | 3 de desembre, 1999  | Kitt Peak            | Spacewatch                   |
| 103065 -                  | 1999 XH141             | 4 de desembre, 1999  | Kitt Peak            | Spacewatch                   |
| 103066 -                  | 1999 XO141             | 15 de desembre, 1999 | Kitt Peak            | Spacewatch                   |
| 103067 -                  | 1999 XA143             | 14 de desembre, 1999 | Socorro              | LINEAR                       |
| 103068 -                  | 1999 XD145             | 7 de desembre, 1999  | Kitt Peak            | Spacewatch                   |
| 103069 -                  | 1999 XN145             | 7 de desembre, 1999  | Kitt Peak            | Spacewatch                   |
| 103070 -                  | 1999 XC148             | 7 de desembre, 1999  | Kitt Peak            | Spacewatch                   |
| 103071 -                  | 1999 XU150             | 8 de desembre, 1999  | Kitt Peak            | Spacewatch                   |
| 103072 -                  | 1999 XJ151             | 13 de desembre, 1999 | Anderson Mesa        | LONEOS                       |
| 103073 -                  | 1999 XO151             | 7 de desembre, 1999  | Kitt Peak            | Spacewatch                   |
| 103074 -                  | 1999 XZ151             | 7 de desembre, 1999  | Kitt Peak            | Spacewatch                   |
| 103075 -                  | 1999 XC152             | 8 de desembre, 1999  | Kitt Peak            | Spacewatch                   |
| 103076 -                  | 1999 XM152             | 13 de desembre, 1999 | Anderson Mesa        | LONEOS                       |
| 103077 -                  | 1999 XA153             | 7 de desembre, 1999  | Socorro              | LINEAR                       |
| 103078 -                  | 1999 XX153             | 8 de desembre, 1999  | Socorro              | LINEAR                       |
| 103079 -                  | 1999 XS157             | 8 de desembre, 1999  | Socorro              | LINEAR                       |
| 103080 -                  | 1999 XG158             | 8 de desembre, 1999  | Socorro              | LINEAR                       |
| 103081 -                  | 1999 XQ158             | 8 de desembre, 1999  | Socorro              | LINEAR                       |
| 103082 -                  | 1999 XO159             | 8 de desembre, 1999  | Socorro              | LINEAR                       |
| 103083 -                  | 1999 XY159             | 8 de desembre, 1999  | Socorro              | LINEAR                       |
| 103084 -                  | 1999 XO160             | 8 de desembre, 1999  | Socorro              | LINEAR                       |
| 103085 -                  | 1999 XB161             | 12 de desembre, 1999 | Socorro              | LINEAR                       |
| 103086 -                  | 1999 XZ161             | 13 de desembre, 1999 | Socorro              | LINEAR                       |
| 103087 -                  | 1999 XW162             | 8 de desembre, 1999  | Kitt Peak            | Spacewatch                   |
| 103088 -                  | 1999 XD163             | 8 de desembre, 1999  | Kitt Peak            | Spacewatch                   |
| 103089 -                  | 1999 XL163             | 8 de desembre, 1999  | Kitt Peak            | Spacewatch                   |
| 103090 -                  | 1999 XO163             | 8 de desembre, 1999  | Kitt Peak            | Spacewatch                   |
| 103091 -                  | 1999 XJ164             | 8 de desembre, 1999  | Socorro              | LINEAR                       |
| 103092 -                  | 1999 XU164             | 8 de desembre, 1999  | Socorro              | LINEAR                       |
| 103093 -                  | 1999 XD166             | 10 de desembre, 1999 | Socorro              | LINEAR                       |
| 103094 -                  | 1999 XA167             | 10 de desembre, 1999 | Socorro              | LINEAR                       |
| 103095 -                  | 1999 XH167             | 10 de desembre, 1999 | Socorro              | LINEAR                       |
| 103096 -                  | 1999 XM167             | 10 de desembre, 1999 | Socorro              | LINEAR                       |
| 103097 -                  | 1999 XJ168             | 10 de desembre, 1999 | Socorro              | LINEAR                       |
| 103098 -                  | 1999 XA173             | 10 de desembre, 1999 | Socorro              | LINEAR                       |
| 103099 -                  | 1999 XL173             | 10 de desembre, 1999 | Socorro              | LINEAR                       |
| 103100 -                  | 1999 XU173             | 10 de desembre, 1999 | Socorro              | LINEAR                       |
| 103101-103200             |                        |                      |                      |                              |
| 103101 -                  | 1999 XD174             | 10 de desembre, 1999 | Socorro              | LINEAR                       |
| 103102 -                  | 1999 XF174             | 10 de desembre, 1999 | Socorro              | LINEAR                       |
| 103103 -                  | 1999 XM174             | 10 de desembre, 1999 | Socorro              | LINEAR                       |
| 103104 -                  | 1999 XW174             | 10 de desembre, 1999 | Socorro              | LINEAR                       |
| 103105 -                  | 1999 XB175             | 10 de desembre, 1999 | Socorro              | LINEAR                       |
| 103106 -                  | 1999 XT176             | 10 de desembre, 1999 | Socorro              | LINEAR                       |
| 103107 -                  | 1999 XE177             | 10 de desembre, 1999 | Socorro              | LINEAR                       |
| 103108 -                  | 1999 XF177             | 10 de desembre, 1999 | Socorro              | LINEAR                       |
| 103109 -                  | 1999 XN177             | 10 de desembre, 1999 | Socorro              | LINEAR                       |
| 103110 -                  | 1999 XP177             | 10 de desembre, 1999 | Socorro              | LINEAR                       |
| 103111 -                  | 1999 XY177             | 10 de desembre, 1999 | Socorro              | LINEAR                       |
| 103112 -                  | 1999 XA178             | 10 de desembre, 1999 | Socorro              | LINEAR                       |
| 103113 -                  | 1999 XD178             | 10 de desembre, 1999 | Socorro              | LINEAR                       |
| 103114 -                  | 1999 XH178             | 10 de desembre, 1999 | Socorro              | LINEAR                       |
| 103115 -                  | 1999 XN180             | 10 de desembre, 1999 | Socorro              | LINEAR                       |
| 103116 -                  | 1999 XD181             | 12 de desembre, 1999 | Socorro              | LINEAR                       |
| 103117 -                  | 1999 XY181             | 12 de desembre, 1999 | Socorro              | LINEAR                       |
| 103118 -                  | 1999 XY182             | 12 de desembre, 1999 | Socorro              | LINEAR                       |
| 103119 -                  | 1999 XR184             | 12 de desembre, 1999 | Socorro              | LINEAR                       |
| 103120 -                  | 1999 XN185             | 12 de desembre, 1999 | Socorro              | LINEAR                       |
| 103121 -                  | 1999 XP188             | 12 de desembre, 1999 | Socorro              | LINEAR                       |
| 103122 -                  | 1999 XA189             | 12 de desembre, 1999 | Socorro              | LINEAR                       |
| 103123 -                  | 1999 XG189             | 12 de desembre, 1999 | Socorro              | LINEAR                       |
| 103124 -                  | 1999 XD190             | 12 de desembre, 1999 | Socorro              | LINEAR                       |
| 103125 -                  | 1999 XQ191             | 12 de desembre, 1999 | Socorro              | LINEAR                       |
| 103126 -                  | 1999 XX191             | 12 de desembre, 1999 | Socorro              | LINEAR                       |
| 103127 -                  | 1999 XR194             | 12 de desembre, 1999 | Socorro              | LINEAR                       |
| 103128 -                  | 1999 XZ195             | 12 de desembre, 1999 | Socorro              | LINEAR                       |
| 103129 -                  | 1999 XA196             | 12 de desembre, 1999 | Socorro              | LINEAR                       |
| 103130 -                  | 1999 XR196             | 12 de desembre, 1999 | Socorro              | LINEAR                       |
| 103131 -                  | 1999 XK197             | 12 de desembre, 1999 | Socorro              | LINEAR                       |
| 103132 -                  | 1999 XY198             | 12 de desembre, 1999 | Socorro              | LINEAR                       |
| 103133 -                  | 1999 XX199             | 12 de desembre, 1999 | Socorro              | LINEAR                       |
| 103134 -                  | 1999 XE202             | 12 de desembre, 1999 | Socorro              | LINEAR                       |
| 103135 -                  | 1999 XL202             | 12 de desembre, 1999 | Socorro              | LINEAR                       |
| 103136 -                  | 1999 XF203             | 12 de desembre, 1999 | Socorro              | LINEAR                       |
| 103137 -                  | 1999 XN203             | 12 de desembre, 1999 | Socorro              | LINEAR                       |
| 103138 -                  | 1999 XP204             | 12 de desembre, 1999 | Socorro              | LINEAR                       |
| 103139 -                  | 1999 XS205             | 12 de desembre, 1999 | Socorro              | LINEAR                       |
| 103140 -                  | 1999 XB206             | 12 de desembre, 1999 | Socorro              | LINEAR                       |
| 103141 -                  | 1999 XF206             | 12 de desembre, 1999 | Socorro              | LINEAR                       |
| 103142 -                  | 1999 XM207             | 12 de desembre, 1999 | Socorro              | LINEAR                       |
| 103143 -                  | 1999 XY208             | 13 de desembre, 1999 | Socorro              | LINEAR                       |
| 103144 -                  | 1999 XY209             | 13 de desembre, 1999 | Socorro              | LINEAR                       |
| 103145 -                  | 1999 XQ210             | 13 de desembre, 1999 | Socorro              | LINEAR                       |
| 103146 -                  | 1999 XS210             | 13 de desembre, 1999 | Socorro              | LINEAR                       |
| 103147 -                  | 1999 XU212             | 14 de desembre, 1999 | Socorro              | LINEAR                       |
| 103148 -                  | 1999 XQ213             | 14 de desembre, 1999 | Socorro              | LINEAR                       |
| 103149 -                  | 1999 XC215             | 14 de desembre, 1999 | Socorro              | LINEAR                       |
| 103150 -                  | 1999 XP215             | 14 de desembre, 1999 | Socorro              | LINEAR                       |
| 103151 -                  | 1999 XR217             | 13 de desembre, 1999 | Kitt Peak            | Spacewatch                   |
| 103152 -                  | 1999 XR220             | 14 de desembre, 1999 | Socorro              | LINEAR                       |
| 103153 -                  | 1999 XT220             | 14 de desembre, 1999 | Socorro              | LINEAR                       |
| 103154 -                  | 1999 XZ221             | 15 de desembre, 1999 | Socorro              | LINEAR                       |
| 103155 -                  | 1999 XN222             | 15 de desembre, 1999 | Socorro              | LINEAR                       |
| 103156 -                  | 1999 XT222             | 15 de desembre, 1999 | Socorro              | LINEAR                       |
| 103157 -                  | 1999 XU223             | 13 de desembre, 1999 | Kitt Peak            | Spacewatch                   |
| 103158 -                  | 1999 XB224             | 13 de desembre, 1999 | Kitt Peak            | Spacewatch                   |
| 103159 -                  | 1999 XP224             | 13 de desembre, 1999 | Kitt Peak            | Spacewatch                   |
| 103160 -                  | 1999 XW224             | 13 de desembre, 1999 | Kitt Peak            | Spacewatch                   |
| 103161 -                  | 1999 XF225             | 13 de desembre, 1999 | Kitt Peak            | Spacewatch                   |
| 103162 -                  | 1999 XZ225             | 13 de desembre, 1999 | Kitt Peak            | Spacewatch                   |
| 103163 -                  | 1999 XR226             | 14 de desembre, 1999 | Kitt Peak            | Spacewatch                   |
| 103164 -                  | 1999 XX226             | 15 de desembre, 1999 | Kitt Peak            | Spacewatch                   |
| 103165 -                  | 1999 XN227             | 15 de desembre, 1999 | Kitt Peak            | Spacewatch                   |
| 103166 -                  | 1999 XT227             | 15 de desembre, 1999 | Kitt Peak            | Spacewatch                   |
| 103167 -                  | 1999 XS228             | 14 de desembre, 1999 | Kitt Peak            | Spacewatch                   |
| 103168 -                  | 1999 XW228             | 14 de desembre, 1999 | Kitt Peak            | Spacewatch                   |
| 103169 -                  | 1999 XR229             | 7 de desembre, 1999  | Catalina             | CSS                          |
| 103170 -                  | 1999 XL230             | 7 de desembre, 1999  | Anderson Mesa        | LONEOS                       |
| 103171 -                  | 1999 XC231             | 7 de desembre, 1999  | Catalina             | CSS                          |
| 103172 -                  | 1999 XL231             | 8 de desembre, 1999  | Catalina             | CSS                          |
| 103173 -                  | 1999 XS233             | 4 de desembre, 1999  | Anderson Mesa        | LONEOS                       |
| 103174 -                  | 1999 XK234             | 4 de desembre, 1999  | Anderson Mesa        | LONEOS                       |
| 103175 -                  | 1999 XS234             | 3 de desembre, 1999  | Anderson Mesa        | LONEOS                       |
| 103176 -                  | 1999 XT234             | 3 de desembre, 1999  | Anderson Mesa        | LONEOS                       |
| 103177 -                  | 1999 XU234             | 3 de desembre, 1999  | Anderson Mesa        | LONEOS                       |
| 103178 -                  | 1999 XL235             | 2 de desembre, 1999  | Kitt Peak            | Spacewatch                   |
| 103179 -                  | 1999 XO236             | 5 de desembre, 1999  | Anderson Mesa        | LONEOS                       |
| 103180 -                  | 1999 XF237             | 5 de desembre, 1999  | Catalina             | CSS                          |
| 103181 -                  | 1999 XR237             | 5 de desembre, 1999  | Catalina             | CSS                          |
| 103182 -                  | 1999 XJ238             | 2 de desembre, 1999  | Kitt Peak            | Spacewatch                   |
| 103183 -                  | 1999 XA239             | 6 de desembre, 1999  | Kitt Peak            | Spacewatch                   |
| 103184 -                  | 1999 XG239             | 6 de desembre, 1999  | Socorro              | LINEAR                       |
| 103185 -                  | 1999 XD242             | 13 de desembre, 1999 | Catalina             | CSS                          |
| 103186 -                  | 1999 XH242             | 13 de desembre, 1999 | Anderson Mesa        | LONEOS                       |
| 103187 -                  | 1999 XS242             | 13 de desembre, 1999 | Socorro              | LINEAR                       |
| 103188 -                  | 1999 XT242             | 13 de desembre, 1999 | Socorro              | LINEAR                       |
| 103189 -                  | 1999 XV242             | 13 de desembre, 1999 | Socorro              | LINEAR                       |
| 103190 -                  | 1999 XD243             | 2 de desembre, 1999  | Socorro              | LINEAR                       |
| 103191 -                  | 1999 XE243             | 3 de desembre, 1999  | Anderson Mesa        | LONEOS                       |
| 103192 -                  | 1999 XF243             | 5 de desembre, 1999  | Anderson Mesa        | LONEOS                       |
| 103193 -                  | 1999 XG243             | 5 de desembre, 1999  | Anderson Mesa        | LONEOS                       |
| 103194 -                  | 1999 XX243             | 5 de desembre, 1999  | Anderson Mesa        | LONEOS                       |
| 103195 -                  | 1999 XZ243             | 5 de desembre, 1999  | Anderson Mesa        | LONEOS                       |
| 103196 -                  | 1999 XA244             | 5 de desembre, 1999  | Anderson Mesa        | LONEOS                       |
| 103197 -                  | 1999 XZ247             | 6 de desembre, 1999  | Socorro              | LINEAR                       |
| 103198 -                  | 1999 XT248             | 6 de desembre, 1999  | Socorro              | LINEAR                       |
| 103199 -                  | 1999 XE249             | 6 de desembre, 1999  | Socorro              | LINEAR                       |
| 103200 -                  | 1999 XL249             | 6 de desembre, 1999  | Socorro              | LINEAR                       |
| 103201-103300             |                        |                      |                      |                              |
| 103201 -                  | 1999 XB250             | 6 de desembre, 1999  | Socorro              | LINEAR                       |
| 103202 -                  | 1999 XW250             | 5 de desembre, 1999  | Kitt Peak            | Spacewatch                   |
| 103203 -                  | 1999 XM251             | 9 de desembre, 1999  | Kitt Peak            | Spacewatch                   |
| 103204 -                  | 1999 XN251             | 9 de desembre, 1999  | Kitt Peak            | Spacewatch                   |
| 103205 -                  | 1999 XJ252             | 9 de desembre, 1999  | Kitt Peak            | Spacewatch                   |
| 103206 -                  | 1999 XN252             | 12 de desembre, 1999 | Kitt Peak            | Spacewatch                   |
| 103207 -                  | 1999 XA253             | 12 de desembre, 1999 | Kitt Peak            | Spacewatch                   |
| 103208 -                  | 1999 XN254             | 12 de desembre, 1999 | Kitt Peak            | Spacewatch                   |
| 103209 -                  | 1999 XX256             | 7 de desembre, 1999  | Catalina             | CSS                          |
| 103210 -                  | 1999 XK257             | 7 de desembre, 1999  | Socorro              | LINEAR                       |
| 103211 -                  | 1999 XA258             | 8 de desembre, 1999  | Kitt Peak            | Spacewatch                   |
| 103212 -                  | 1999 XV258             | 6 de desembre, 1999  | Socorro              | LINEAR                       |
| 103213 -                  | 1999 XL259             | 5 de desembre, 1999  | Anderson Mesa        | LONEOS                       |
| 103214 -                  | 1999 XG260             | 8 de desembre, 1999  | Socorro              | LINEAR                       |
| 103215 -                  | 1999 XZ260             | 8 de desembre, 1999  | Socorro              | LINEAR                       |
| 103216 -                  | 1999 XT261             | 4 de desembre, 1999  | Anderson Mesa        | LONEOS                       |
| 103217 -                  | 1999 YK1               | 17 de desembre, 1999 | Socorro              | LINEAR                       |
| 103218 -                  | 1999 YV2               | 16 de desembre, 1999 | Kitt Peak            | Spacewatch                   |
| 103219 -                  | 1999 YX3               | 19 de desembre, 1999 | Socorro              | LINEAR                       |
| 103220 - Kwongchuikuen    | 1999 YQ4               | 28 de desembre, 1999 | Rock Finder          | W. K. Y. Yeung               |
| 103221 -                  | 1999 YC5               | 29 de desembre, 1999 | Baton Rouge          | W. R. Cooney Jr.             |
| 103222 -                  | 1999 YD5               | 29 de desembre, 1999 | Baton Rouge          | W. R. Cooney Jr.             |
| 103223 -                  | 1999 YT6               | 30 de desembre, 1999 | Socorro              | LINEAR                       |
| 103224 -                  | 1999 YP8               | 27 de desembre, 1999 | Kitt Peak            | Spacewatch                   |
| 103225 -                  | 1999 YQ8               | 27 de desembre, 1999 | Kitt Peak            | Spacewatch                   |
| 103226 -                  | 1999 YH9               | 31 de desembre, 1999 | Višnjan Observatory  | K. Korlević                  |
| 103227 -                  | 1999 YR10              | 27 de desembre, 1999 | Kitt Peak            | Spacewatch                   |
| 103228 -                  | 1999 YT13              | 31 de desembre, 1999 | Višnjan Observatory  | K. Korlević                  |
| 103229 -                  | 1999 YA14              | 27 de desembre, 1999 | Kitt Peak            | Spacewatch                   |
| 103230 -                  | 1999 YE15              | 31 de desembre, 1999 | Kitt Peak            | Spacewatch                   |
| 103231 -                  | 1999 YM15              | 31 de desembre, 1999 | Kitt Peak            | Spacewatch                   |
| 103232 -                  | 1999 YU16              | 31 de desembre, 1999 | Kitt Peak            | Spacewatch                   |
| 103233 -                  | 1999 YM17              | 31 de desembre, 1999 | Kitt Peak            | Spacewatch                   |
| 103234 -                  | 1999 YY19              | 30 de desembre, 1999 | Mauna Kea            | C. Veillet                   |
| 103235 -                  | 1999 YM22              | 30 de desembre, 1999 | Socorro              | LINEAR                       |
| 103236 -                  | 1999 YV24              | 27 de desembre, 1999 | Kitt Peak            | Spacewatch                   |
| 103237 -                  | 1999 YO26              | 30 de desembre, 1999 | Socorro              | LINEAR                       |
| 103238 -                  | 1999 YA28              | 17 de desembre, 1999 | Socorro              | LINEAR                       |
| 103239 -                  | 2000 AS                | 2 de gener, 2000     | Kitt Peak            | Spacewatch                   |
| 103240 -                  | 2000 AC1               | 2 de gener, 2000     | Kitt Peak            | Spacewatch                   |
| 103241 -                  | 2000 AK2               | 3 de gener, 2000     | Oizumi               | T. Kobayashi                 |
| 103242 -                  | 2000 AL3               | 2 de gener, 2000     | Socorro              | LINEAR                       |
| 103243 -                  | 2000 AV3               | 3 de gener, 2000     | Socorro              | LINEAR                       |
| 103244 -                  | 2000 AK4               | 3 de gener, 2000     | Kitt Peak            | Spacewatch                   |
| 103245 -                  | 2000 AN4               | 3 de gener, 2000     | Kitt Peak            | Spacewatch                   |
| 103246 -                  | 2000 AQ4               | 3 de gener, 2000     | Farra d'Isonzo       | Farra d'Isonzo               |
| 103247 -                  | 2000 AS4               | 3 de gener, 2000     | Višnjan Observatory  | K. Korlević                  |
| 103248 -                  | 2000 AZ4               | 2 de gener, 2000     | San Marcello         | A. Boattini, M. Tombelli     |
| 103249 -                  | 2000 AA5               | 3 de gener, 2000     | San Marcello         | A. Boattini, G. Forti        |
| 103250 -                  | 2000 AY6               | 2 de gener, 2000     | Socorro              | LINEAR                       |
| 103251 -                  | 2000 AN7               | 2 de gener, 2000     | Socorro              | LINEAR                       |
| 103252 -                  | 2000 AG9               | 2 de gener, 2000     | Socorro              | LINEAR                       |
| 103253 -                  | 2000 AC13              | 3 de gener, 2000     | Socorro              | LINEAR                       |
| 103254 -                  | 2000 AX13              | 3 de gener, 2000     | Socorro              | LINEAR                       |
| 103255 -                  | 2000 AD14              | 3 de gener, 2000     | Socorro              | LINEAR                       |
| 103256 -                  | 2000 AY14              | 3 de gener, 2000     | Socorro              | LINEAR                       |
| 103257 -                  | 2000 AG19              | 3 de gener, 2000     | Socorro              | LINEAR                       |
| 103258 -                  | 2000 AH20              | 3 de gener, 2000     | Socorro              | LINEAR                       |
| 103259 -                  | 2000 AZ20              | 3 de gener, 2000     | Socorro              | LINEAR                       |
| 103260 -                  | 2000 AF22              | 3 de gener, 2000     | Socorro              | LINEAR                       |
| 103261 -                  | 2000 AJ23              | 3 de gener, 2000     | Socorro              | LINEAR                       |
| 103262 -                  | 2000 AM24              | 3 de gener, 2000     | Socorro              | LINEAR                       |
| 103263 -                  | 2000 AB25              | 3 de gener, 2000     | Socorro              | LINEAR                       |
| 103264 -                  | 2000 AQ25              | 3 de gener, 2000     | Socorro              | LINEAR                       |
| 103265 -                  | 2000 AY25              | 3 de gener, 2000     | Socorro              | LINEAR                       |
| 103266 -                  | 2000 AT26              | 3 de gener, 2000     | Socorro              | LINEAR                       |
| 103267 -                  | 2000 AK27              | 3 de gener, 2000     | Socorro              | LINEAR                       |
| 103268 -                  | 2000 AV27              | 3 de gener, 2000     | Socorro              | LINEAR                       |
| 103269 -                  | 2000 AG28              | 3 de gener, 2000     | Socorro              | LINEAR                       |
| 103270 -                  | 2000 AJ30              | 3 de gener, 2000     | Socorro              | LINEAR                       |
| 103271 -                  | 2000 AR30              | 3 de gener, 2000     | Socorro              | LINEAR                       |
| 103272 -                  | 2000 AX30              | 3 de gener, 2000     | Socorro              | LINEAR                       |
| 103273 -                  | 2000 AQ32              | 3 de gener, 2000     | Socorro              | LINEAR                       |
| 103274 -                  | 2000 AF33              | 3 de gener, 2000     | Socorro              | LINEAR                       |
| 103275 -                  | 2000 AM33              | 3 de gener, 2000     | Socorro              | LINEAR                       |
| 103276 -                  | 2000 AT33              | 5 de gener, 2000     | Socorro              | LINEAR                       |
| 103277 -                  | 2000 AU33              | 3 de gener, 2000     | Socorro              | LINEAR                       |
| 103278 -                  | 2000 AG34              | 3 de gener, 2000     | Socorro              | LINEAR                       |
| 103279 -                  | 2000 AD35              | 3 de gener, 2000     | Socorro              | LINEAR                       |
| 103280 -                  | 2000 AV36              | 3 de gener, 2000     | Socorro              | LINEAR                       |
| 103281 -                  | 2000 AY36              | 3 de gener, 2000     | Socorro              | LINEAR                       |
| 103282 -                  | 2000 AX37              | 3 de gener, 2000     | Socorro              | LINEAR                       |
| 103283 -                  | 2000 AZ38              | 3 de gener, 2000     | Socorro              | LINEAR                       |
| 103284 -                  | 2000 AL39              | 3 de gener, 2000     | Socorro              | LINEAR                       |
| 103285 -                  | 2000 AF40              | 3 de gener, 2000     | Socorro              | LINEAR                       |
| 103286 -                  | 2000 AV40              | 3 de gener, 2000     | Socorro              | LINEAR                       |
| 103287 -                  | 2000 AD41              | 3 de gener, 2000     | Socorro              | LINEAR                       |
| 103288 -                  | 2000 AA42              | 3 de gener, 2000     | Socorro              | LINEAR                       |
| 103289 -                  | 2000 AF42              | 2 de gener, 2000     | Gnosca               | S. Sposetti                  |
| 103290 -                  | 2000 AN43              | 5 de gener, 2000     | Črni Vrh             | Črni Vrh                     |
| 103291 -                  | 2000 AL44              | 5 de gener, 2000     | Kitt Peak            | Spacewatch                   |
| 103292 -                  | 2000 AD45              | 5 de gener, 2000     | Kitt Peak            | Spacewatch                   |
| 103293 -                  | 2000 AN45              | 3 de gener, 2000     | Socorro              | LINEAR                       |
| 103294 -                  | 2000 AS45              | 3 de gener, 2000     | Socorro              | LINEAR                       |
| 103295 -                  | 2000 AA46              | 3 de gener, 2000     | Socorro              | LINEAR                       |
| 103296 -                  | 2000 AY46              | 4 de gener, 2000     | Socorro              | LINEAR                       |
| 103297 -                  | 2000 AC47              | 4 de gener, 2000     | Socorro              | LINEAR                       |
| 103298 -                  | 2000 AU47              | 4 de gener, 2000     | Socorro              | LINEAR                       |
| 103299 -                  | 2000 AV47              | 4 de gener, 2000     | Socorro              | LINEAR                       |
| 103300 -                  | 2000 AX47              | 4 de gener, 2000     | Socorro              | LINEAR                       |
| 103301-103400             |                        |                      |                      |                              |
| 103301 -                  | 2000 AL49              | 5 de gener, 2000     | Socorro              | LINEAR                       |
| 103302 -                  | 2000 AF50              | 5 de gener, 2000     | Višnjan Observatory  | K. Korlević                  |
| 103303 -                  | 2000 AM50              | 6 de gener, 2000     | Višnjan Observatory  | K. Korlević                  |
| 103304 -                  | 2000 AF53              | 4 de gener, 2000     | Socorro              | LINEAR                       |
| 103305 -                  | 2000 AO53              | 4 de gener, 2000     | Socorro              | LINEAR                       |
| 103306 -                  | 2000 AU53              | 4 de gener, 2000     | Socorro              | LINEAR                       |
| 103307 -                  | 2000 AM54              | 4 de gener, 2000     | Socorro              | LINEAR                       |
| 103308 -                  | 2000 AH55              | 4 de gener, 2000     | Socorro              | LINEAR                       |
| 103309 -                  | 2000 AR55              | 4 de gener, 2000     | Socorro              | LINEAR                       |
| 103310 -                  | 2000 AA56              | 4 de gener, 2000     | Socorro              | LINEAR                       |
| 103311 -                  | 2000 AH56              | 4 de gener, 2000     | Socorro              | LINEAR                       |
| 103312 -                  | 2000 AL56              | 4 de gener, 2000     | Socorro              | LINEAR                       |
| 103313 -                  | 2000 AP56              | 4 de gener, 2000     | Socorro              | LINEAR                       |
| 103314 -                  | 2000 AY56              | 4 de gener, 2000     | Socorro              | LINEAR                       |
| 103315 -                  | 2000 AV59              | 4 de gener, 2000     | Socorro              | LINEAR                       |
| 103316 -                  | 2000 AD60              | 4 de gener, 2000     | Socorro              | LINEAR                       |
| 103317 -                  | 2000 AK60              | 4 de gener, 2000     | Socorro              | LINEAR                       |
| 103318 -                  | 2000 AS60              | 4 de gener, 2000     | Socorro              | LINEAR                       |
| 103319 -                  | 2000 AZ62              | 4 de gener, 2000     | Socorro              | LINEAR                       |
| 103320 -                  | 2000 AN64              | 4 de gener, 2000     | Socorro              | LINEAR                       |
| 103321 -                  | 2000 AX65              | 4 de gener, 2000     | Socorro              | LINEAR                       |
| 103322 -                  | 2000 AH66              | 4 de gener, 2000     | Socorro              | LINEAR                       |
| 103323 -                  | 2000 AA67              | 4 de gener, 2000     | Socorro              | LINEAR                       |
| 103324 -                  | 2000 AB67              | 4 de gener, 2000     | Socorro              | LINEAR                       |
| 103325 -                  | 2000 AC67              | 4 de gener, 2000     | Socorro              | LINEAR                       |
| 103326 -                  | 2000 AD67              | 4 de gener, 2000     | Socorro              | LINEAR                       |
| 103327 -                  | 2000 AQ68              | 5 de gener, 2000     | Socorro              | LINEAR                       |
| 103328 -                  | 2000 AC69              | 5 de gener, 2000     | Socorro              | LINEAR                       |
| 103329 -                  | 2000 AN69              | 5 de gener, 2000     | Socorro              | LINEAR                       |
| 103330 -                  | 2000 AX69              | 5 de gener, 2000     | Socorro              | LINEAR                       |
| 103331 -                  | 2000 AY69              | 5 de gener, 2000     | Socorro              | LINEAR                       |
| 103332 -                  | 2000 AZ69              | 5 de gener, 2000     | Socorro              | LINEAR                       |
| 103333 -                  | 2000 AN70              | 5 de gener, 2000     | Socorro              | LINEAR                       |
| 103334 -                  | 2000 AZ72              | 5 de gener, 2000     | Socorro              | LINEAR                       |
| 103335 -                  | 2000 AF75              | 5 de gener, 2000     | Socorro              | LINEAR                       |
| 103336 -                  | 2000 AH77              | 5 de gener, 2000     | Socorro              | LINEAR                       |
| 103337 -                  | 2000 AG78              | 5 de gener, 2000     | Socorro              | LINEAR                       |
| 103338 -                  | 2000 AN78              | 5 de gener, 2000     | Socorro              | LINEAR                       |
| 103339 -                  | 2000 AV79              | 5 de gener, 2000     | Socorro              | LINEAR                       |
| 103340 -                  | 2000 AW81              | 5 de gener, 2000     | Socorro              | LINEAR                       |
| 103341 -                  | 2000 AG82              | 5 de gener, 2000     | Socorro              | LINEAR                       |
| 103342 -                  | 2000 AX83              | 5 de gener, 2000     | Socorro              | LINEAR                       |
| 103343 -                  | 2000 AX84              | 5 de gener, 2000     | Socorro              | LINEAR                       |
| 103344 -                  | 2000 AC85              | 5 de gener, 2000     | Socorro              | LINEAR                       |
| 103345 -                  | 2000 AU85              | 5 de gener, 2000     | Socorro              | LINEAR                       |
| 103346 -                  | 2000 AD86              | 5 de gener, 2000     | Socorro              | LINEAR                       |
| 103347 -                  | 2000 AK86              | 5 de gener, 2000     | Socorro              | LINEAR                       |
| 103348 -                  | 2000 AL86              | 5 de gener, 2000     | Socorro              | LINEAR                       |
| 103349 -                  | 2000 AN87              | 5 de gener, 2000     | Socorro              | LINEAR                       |
| 103350 -                  | 2000 AV88              | 5 de gener, 2000     | Socorro              | LINEAR                       |
| 103351 -                  | 2000 AS89              | 5 de gener, 2000     | Socorro              | LINEAR                       |
| 103352 -                  | 2000 AO90              | 5 de gener, 2000     | Socorro              | LINEAR                       |
| 103353 -                  | 2000 AP90              | 5 de gener, 2000     | Socorro              | LINEAR                       |
| 103354 -                  | 2000 AV90              | 5 de gener, 2000     | Socorro              | LINEAR                       |
| 103355 -                  | 2000 AY90              | 5 de gener, 2000     | Socorro              | LINEAR                       |
| 103356 -                  | 2000 AJ92              | 5 de gener, 2000     | Socorro              | LINEAR                       |
| 103357 -                  | 2000 AM92              | 2 de gener, 2000     | Socorro              | LINEAR                       |
| 103358 -                  | 2000 AE93              | 4 de gener, 2000     | Socorro              | LINEAR                       |
| 103359 -                  | 2000 AH93              | 4 de gener, 2000     | Socorro              | LINEAR                       |
| 103360 -                  | 2000 AS94              | 4 de gener, 2000     | Socorro              | LINEAR                       |
| 103361 -                  | 2000 AR95              | 4 de gener, 2000     | Socorro              | LINEAR                       |
| 103362 -                  | 2000 AV95              | 4 de gener, 2000     | Socorro              | LINEAR                       |
| 103363 -                  | 2000 AL100             | 5 de gener, 2000     | Socorro              | LINEAR                       |
| 103364 -                  | 2000 AP102             | 5 de gener, 2000     | Socorro              | LINEAR                       |
| 103365 -                  | 2000 AZ103             | 5 de gener, 2000     | Socorro              | LINEAR                       |
| 103366 -                  | 2000 AQ104             | 5 de gener, 2000     | Socorro              | LINEAR                       |
| 103367 -                  | 2000 AZ105             | 5 de gener, 2000     | Socorro              | LINEAR                       |
| 103368 -                  | 2000 AF107             | 5 de gener, 2000     | Socorro              | LINEAR                       |
| 103369 -                  | 2000 AN109             | 5 de gener, 2000     | Socorro              | LINEAR                       |
| 103370 -                  | 2000 AH111             | 5 de gener, 2000     | Socorro              | LINEAR                       |
| 103371 -                  | 2000 AO113             | 5 de gener, 2000     | Socorro              | LINEAR                       |
| 103372 -                  | 2000 AS113             | 5 de gener, 2000     | Socorro              | LINEAR                       |
| 103373 -                  | 2000 AM114             | 5 de gener, 2000     | Socorro              | LINEAR                       |
| 103374 -                  | 2000 AQ114             | 5 de gener, 2000     | Socorro              | LINEAR                       |
| 103375 -                  | 2000 AT114             | 5 de gener, 2000     | Socorro              | LINEAR                       |
| 103376 -                  | 2000 AX118             | 5 de gener, 2000     | Socorro              | LINEAR                       |
| 103377 -                  | 2000 AG119             | 5 de gener, 2000     | Socorro              | LINEAR                       |
| 103378 -                  | 2000 AM119             | 5 de gener, 2000     | Socorro              | LINEAR                       |
| 103379 -                  | 2000 AH120             | 5 de gener, 2000     | Socorro              | LINEAR                       |
| 103380 -                  | 2000 AN120             | 5 de gener, 2000     | Socorro              | LINEAR                       |
| 103381 -                  | 2000 AP120             | 5 de gener, 2000     | Socorro              | LINEAR                       |
| 103382 -                  | 2000 AC121             | 5 de gener, 2000     | Socorro              | LINEAR                       |
| 103383 -                  | 2000 AF121             | 5 de gener, 2000     | Socorro              | LINEAR                       |
| 103384 -                  | 2000 AG121             | 5 de gener, 2000     | Socorro              | LINEAR                       |
| 103385 -                  | 2000 AU121             | 5 de gener, 2000     | Socorro              | LINEAR                       |
| 103386 -                  | 2000 AK122             | 5 de gener, 2000     | Socorro              | LINEAR                       |
| 103387 -                  | 2000 AS123             | 5 de gener, 2000     | Socorro              | LINEAR                       |
| 103388 -                  | 2000 AX123             | 5 de gener, 2000     | Socorro              | LINEAR                       |
| 103389 -                  | 2000 AN124             | 5 de gener, 2000     | Socorro              | LINEAR                       |
| 103390 -                  | 2000 AL125             | 5 de gener, 2000     | Socorro              | LINEAR                       |
| 103391 -                  | 2000 AZ125             | 5 de gener, 2000     | Socorro              | LINEAR                       |
| 103392 -                  | 2000 AC127             | 5 de gener, 2000     | Socorro              | LINEAR                       |
| 103393 -                  | 2000 AF127             | 5 de gener, 2000     | Socorro              | LINEAR                       |
| 103394 -                  | 2000 AO127             | 5 de gener, 2000     | Socorro              | LINEAR                       |
| 103395 -                  | 2000 AX127             | 5 de gener, 2000     | Socorro              | LINEAR                       |
| 103396 -                  | 2000 AC129             | 5 de gener, 2000     | Socorro              | LINEAR                       |
| 103397 -                  | 2000 AJ129             | 5 de gener, 2000     | Socorro              | LINEAR                       |
| 103398 -                  | 2000 AS129             | 5 de gener, 2000     | Socorro              | LINEAR                       |
| 103399 -                  | 2000 AM130             | 5 de gener, 2000     | Socorro              | LINEAR                       |
| 103400 -                  | 2000 AO130             | 5 de gener, 2000     | Socorro              | LINEAR                       |
| 103401-103500             |                        |                      |                      |                              |
| 103401 -                  | 2000 AW130             | 6 de gener, 2000     | Socorro              | LINEAR                       |
| 103402 -                  | 2000 AA132             | 3 de gener, 2000     | Socorro              | LINEAR                       |
| 103403 -                  | 2000 AG132             | 3 de gener, 2000     | Socorro              | LINEAR                       |
| 103404 -                  | 2000 AJ134             | 4 de gener, 2000     | Socorro              | LINEAR                       |
| 103405 -                  | 2000 AM134             | 4 de gener, 2000     | Socorro              | LINEAR                       |
| 103406 -                  | 2000 AX135             | 4 de gener, 2000     | Socorro              | LINEAR                       |
| 103407 -                  | 2000 AC136             | 4 de gener, 2000     | Socorro              | LINEAR                       |
| 103408 -                  | 2000 AK140             | 5 de gener, 2000     | Socorro              | LINEAR                       |
| 103409 -                  | 2000 AP140             | 5 de gener, 2000     | Socorro              | LINEAR                       |
| 103410 -                  | 2000 AR140             | 5 de gener, 2000     | Socorro              | LINEAR                       |
| 103411 -                  | 2000 AR141             | 5 de gener, 2000     | Socorro              | LINEAR                       |
| 103412 -                  | 2000 AS142             | 5 de gener, 2000     | Socorro              | LINEAR                       |
| 103413 -                  | 2000 AL143             | 5 de gener, 2000     | Socorro              | LINEAR                       |
| 103414 -                  | 2000 AX144             | 5 de gener, 2000     | Socorro              | LINEAR                       |
| 103415 -                  | 2000 AF146             | 7 de gener, 2000     | Socorro              | LINEAR                       |
| 103416 -                  | 2000 AM148             | 7 de gener, 2000     | Socorro              | LINEAR                       |
| 103417 -                  | 2000 AL150             | 7 de gener, 2000     | Socorro              | LINEAR                       |
| 103418 -                  | 2000 AM150             | 7 de gener, 2000     | Socorro              | LINEAR                       |
| 103419 -                  | 2000 AS150             | 8 de gener, 2000     | Socorro              | LINEAR                       |
| 103420 -                  | 2000 AX150             | 8 de gener, 2000     | Socorro              | LINEAR                       |
| 103421 Laurmatt           | 2000 AD151             | 6 de gener, 2000     | San Marcello         | L. Tesi, G. Forti            |
| 103422 Laurisirén         | 2000 AG153             | 9 de gener, 2000     | Nyrolä               | Nyrolä                       |
| 103423 -                  | 2000 AM153             | 11 de gener, 2000    | Prescott             | P. G. Comba                  |
| 103424 -                  | 2000 AY155             | 3 de gener, 2000     | Socorro              | LINEAR                       |
| 103425 -                  | 2000 AX157             | 3 de gener, 2000     | Socorro              | LINEAR                       |
| 103426 -                  | 2000 AC158             | 3 de gener, 2000     | Socorro              | LINEAR                       |
| 103427 -                  | 2000 AJ158             | 3 de gener, 2000     | Socorro              | LINEAR                       |
| 103428 -                  | 2000 AN158             | 3 de gener, 2000     | Socorro              | LINEAR                       |
| 103429 -                  | 2000 AJ159             | 3 de gener, 2000     | Socorro              | LINEAR                       |
| 103430 -                  | 2000 AT159             | 3 de gener, 2000     | Socorro              | LINEAR                       |
| 103431 -                  | 2000 AY159             | 3 de gener, 2000     | Socorro              | LINEAR                       |
| 103432 -                  | 2000 AX160             | 3 de gener, 2000     | Socorro              | LINEAR                       |
| 103433 -                  | 2000 AY165             | 8 de gener, 2000     | Socorro              | LINEAR                       |
| 103434 -                  | 2000 AQ171             | 7 de gener, 2000     | Socorro              | LINEAR                       |
| 103435 -                  | 2000 AO176             | 7 de gener, 2000     | Socorro              | LINEAR                       |
| 103436 -                  | 2000 AE179             | 7 de gener, 2000     | Socorro              | LINEAR                       |
| 103437 -                  | 2000 AJ181             | 7 de gener, 2000     | Socorro              | LINEAR                       |
| 103438 -                  | 2000 AT182             | 7 de gener, 2000     | Socorro              | LINEAR                       |
| 103439 -                  | 2000 AK184             | 7 de gener, 2000     | Socorro              | LINEAR                       |
| 103440 -                  | 2000 AC187             | 8 de gener, 2000     | Socorro              | LINEAR                       |
| 103441 -                  | 2000 AN187             | 8 de gener, 2000     | Socorro              | LINEAR                       |
| 103442 -                  | 2000 AO187             | 8 de gener, 2000     | Socorro              | LINEAR                       |
| 103443 -                  | 2000 AP188             | 8 de gener, 2000     | Socorro              | LINEAR                       |
| 103444 -                  | 2000 AD189             | 8 de gener, 2000     | Socorro              | LINEAR                       |
| 103445 -                  | 2000 AJ190             | 8 de gener, 2000     | Socorro              | LINEAR                       |
| 103446 -                  | 2000 AS190             | 8 de gener, 2000     | Socorro              | LINEAR                       |
| 103447 -                  | 2000 AD191             | 8 de gener, 2000     | Socorro              | LINEAR                       |
| 103448 -                  | 2000 AL192             | 8 de gener, 2000     | Socorro              | LINEAR                       |
| 103449 -                  | 2000 AM192             | 8 de gener, 2000     | Socorro              | LINEAR                       |
| 103450 -                  | 2000 AJ193             | 8 de gener, 2000     | Socorro              | LINEAR                       |
| 103451 -                  | 2000 AM193             | 8 de gener, 2000     | Socorro              | LINEAR                       |
| 103452 -                  | 2000 AY193             | 8 de gener, 2000     | Socorro              | LINEAR                       |
| 103453 -                  | 2000 AU194             | 8 de gener, 2000     | Socorro              | LINEAR                       |
| 103454 -                  | 2000 AE196             | 8 de gener, 2000     | Socorro              | LINEAR                       |
| 103455 -                  | 2000 AJ196             | 8 de gener, 2000     | Socorro              | LINEAR                       |
| 103456 -                  | 2000 AN196             | 8 de gener, 2000     | Socorro              | LINEAR                       |
| 103457 -                  | 2000 AO196             | 8 de gener, 2000     | Socorro              | LINEAR                       |
| 103458 -                  | 2000 AA199             | 8 de gener, 2000     | Socorro              | LINEAR                       |
| 103459 -                  | 2000 AB201             | 9 de gener, 2000     | Socorro              | LINEAR                       |
| 103460 Dieterherrmann     | 2000 AC204             | 11 de gener, 2000    | Drebach              | J. Kandler, G. Lehmann       |
| 103461 -                  | 2000 AX205             | 14 de gener, 2000    | Farpoint             | Farpoint                     |
| 103462 -                  | 2000 AQ206             | 3 de gener, 2000     | Kitt Peak            | Spacewatch                   |
| 103463 -                  | 2000 AF207             | 3 de gener, 2000     | Kitt Peak            | Spacewatch                   |
| 103464 -                  | 2000 AG207             | 3 de gener, 2000     | Kitt Peak            | Spacewatch                   |
| 103465 -                  | 2000 AB208             | 4 de gener, 2000     | Kitt Peak            | Spacewatch                   |
| 103466 -                  | 2000 AC209             | 4 de gener, 2000     | Kitt Peak            | Spacewatch                   |
| 103467 -                  | 2000 AD209             | 4 de gener, 2000     | Kitt Peak            | Spacewatch                   |
| 103468 -                  | 2000 AX209             | 5 de gener, 2000     | Kitt Peak            | Spacewatch                   |
| 103469 -                  | 2000 AK211             | 5 de gener, 2000     | Kitt Peak            | Spacewatch                   |
| 103470 -                  | 2000 AA212             | 5 de gener, 2000     | Kitt Peak            | Spacewatch                   |
| 103471 -                  | 2000 AF212             | 5 de gener, 2000     | Kitt Peak            | Spacewatch                   |
| 103472 -                  | 2000 AM212             | 5 de gener, 2000     | Kitt Peak            | Spacewatch                   |
| 103473 -                  | 2000 AU212             | 6 de gener, 2000     | Kitt Peak            | Spacewatch                   |
| 103474 -                  | 2000 AN213             | 6 de gener, 2000     | Kitt Peak            | Spacewatch                   |
| 103475 -                  | 2000 AY214             | 7 de gener, 2000     | Kitt Peak            | Spacewatch                   |
| 103476 -                  | 2000 AH215             | 7 de gener, 2000     | Kitt Peak            | Spacewatch                   |
| 103477 -                  | 2000 AA219             | 8 de gener, 2000     | Kitt Peak            | Spacewatch                   |
| 103478 -                  | 2000 AD219             | 8 de gener, 2000     | Kitt Peak            | Spacewatch                   |
| 103479 -                  | 2000 AE223             | 9 de gener, 2000     | Kitt Peak            | Spacewatch                   |
| 103480 -                  | 2000 AS223             | 9 de gener, 2000     | Kitt Peak            | Spacewatch                   |
| 103481 -                  | 2000 AP224             | 11 de gener, 2000    | Kitt Peak            | Spacewatch                   |
| 103482 -                  | 2000 AB227             | 10 de gener, 2000    | Kitt Peak            | Spacewatch                   |
| 103483 -                  | 2000 AJ227             | 10 de gener, 2000    | Kitt Peak            | Spacewatch                   |
| 103484 -                  | 2000 AR227             | 10 de gener, 2000    | Kitt Peak            | Spacewatch                   |
| 103485 -                  | 2000 AR231             | 4 de gener, 2000     | Socorro              | LINEAR                       |
| 103486 -                  | 2000 AV231             | 4 de gener, 2000     | Socorro              | LINEAR                       |
| 103487 -                  | 2000 AC232             | 4 de gener, 2000     | Socorro              | LINEAR                       |
| 103488 -                  | 2000 AK232             | 4 de gener, 2000     | Socorro              | LINEAR                       |
| 103489 -                  | 2000 AO232             | 4 de gener, 2000     | Socorro              | LINEAR                       |
| 103490 -                  | 2000 AA235             | 5 de gener, 2000     | Socorro              | LINEAR                       |
| 103491 -                  | 2000 AG236             | 5 de gener, 2000     | Anderson Mesa        | LONEOS                       |
| 103492 -                  | 2000 AK236             | 5 de gener, 2000     | Kitt Peak            | Spacewatch                   |
| 103493 -                  | 2000 AN237             | 5 de gener, 2000     | Anderson Mesa        | LONEOS                       |
| 103494 -                  | 2000 AB239             | 6 de gener, 2000     | Socorro              | LINEAR                       |
| 103495 -                  | 2000 AJ239             | 6 de gener, 2000     | Socorro              | LINEAR                       |
| 103496 -                  | 2000 AR239             | 6 de gener, 2000     | Socorro              | LINEAR                       |
| 103497 -                  | 2000 AX240             | 7 de gener, 2000     | Anderson Mesa        | LONEOS                       |
| 103498 -                  | 2000 AW243             | 7 de gener, 2000     | Socorro              | LINEAR                       |
| 103499 -                  | 2000 AO244             | 8 de gener, 2000     | Socorro              | LINEAR                       |
| 103500 -                  | 2000 AE245             | 9 de gener, 2000     | Socorro              | LINEAR                       |
| 103501-103600             |                        |                      |                      |                              |
| 103501 -                  | 2000 AT245             | 8 de gener, 2000     | Mauna Kea            | D. J. Tholen, R. J. Whiteley |
| 103502 -                  | 2000 AF247             | 2 de gener, 2000     | Socorro              | LINEAR                       |
| 103503 -                  | 2000 AP248             | 4 de gener, 2000     | Anderson Mesa        | LONEOS                       |
| 103504 -                  | 2000 AF254             | 4 de gener, 2000     | Socorro              | LINEAR                       |
| 103505 -                  | 2000 BW                | 28 de gener, 2000    | Socorro              | LINEAR                       |
| 103506 -                  | 2000 BD1               | 28 de gener, 2000    | Socorro              | LINEAR                       |
| 103507 -                  | 2000 BK1               | 26 de gener, 2000    | Kitt Peak            | Spacewatch                   |
| 103508 -                  | 2000 BV1               | 27 de gener, 2000    | Kitt Peak            | Spacewatch                   |
| 103509 -                  | 2000 BG2               | 26 de gener, 2000    | Višnjan Observatory  | K. Korlević                  |
| 103510 -                  | 2000 BS2               | 26 de gener, 2000    | Socorro              | LINEAR                       |
| 103511 -                  | 2000 BW2               | 25 de gener, 2000    | Višnjan Observatory  | K. Korlević                  |
| 103512 -                  | 2000 BZ2               | 26 de gener, 2000    | Višnjan Observatory  | K. Korlević                  |
| 103513 -                  | 2000 BM3               | 27 de gener, 2000    | Oizumi               | T. Kobayashi                 |
| 103514 -                  | 2000 BD4               | 21 de gener, 2000    | Socorro              | LINEAR                       |
| 103515 -                  | 2000 BR4               | 21 de gener, 2000    | Socorro              | LINEAR                       |
| 103516 -                  | 2000 BY4               | 21 de gener, 2000    | Socorro              | LINEAR                       |
| 103517 -                  | 2000 BE5               | 27 de gener, 2000    | Socorro              | LINEAR                       |
| 103518 -                  | 2000 BF5               | 27 de gener, 2000    | Socorro              | LINEAR                       |
| 103519 -                  | 2000 BW5               | 27 de gener, 2000    | Socorro              | LINEAR                       |
| 103520 -                  | 2000 BB6               | 28 de gener, 2000    | Socorro              | LINEAR                       |
| 103521 -                  | 2000 BH6               | 28 de gener, 2000    | Socorro              | LINEAR                       |
| 103522 -                  | 2000 BQ6               | 29 de gener, 2000    | Socorro              | LINEAR                       |
| 103523 -                  | 2000 BT6               | 26 de gener, 2000    | Socorro              | LINEAR                       |
| 103524 -                  | 2000 BO7               | 29 de gener, 2000    | Socorro              | LINEAR                       |
| 103525 -                  | 2000 BW7               | 29 de gener, 2000    | Socorro              | LINEAR                       |
| 103526 -                  | 2000 BS8               | 29 de gener, 2000    | Socorro              | LINEAR                       |
| 103527 -                  | 2000 BB9               | 26 de gener, 2000    | Kitt Peak            | Spacewatch                   |
| 103528 -                  | 2000 BD10              | 26 de gener, 2000    | Kitt Peak            | Spacewatch                   |
| 103529 -                  | 2000 BK10              | 26 de gener, 2000    | Kitt Peak            | Spacewatch                   |
| 103530 -                  | 2000 BS11              | 26 de gener, 2000    | Kitt Peak            | Spacewatch                   |
| 103531 -                  | 2000 BD12              | 28 de gener, 2000    | Kitt Peak            | Spacewatch                   |
| 103532 -                  | 2000 BT12              | 28 de gener, 2000    | Kitt Peak            | Spacewatch                   |
| 103533 -                  | 2000 BS14              | 28 de gener, 2000    | Oizumi               | T. Kobayashi                 |
| 103534 -                  | 2000 BS16              | 30 de gener, 2000    | Socorro              | LINEAR                       |
| 103535 -                  | 2000 BT16              | 30 de gener, 2000    | Socorro              | LINEAR                       |
| 103536 -                  | 2000 BD17              | 30 de gener, 2000    | Socorro              | LINEAR                       |
| 103537 -                  | 2000 BO17              | 30 de gener, 2000    | Socorro              | LINEAR                       |
| 103538 -                  | 2000 BY17              | 30 de gener, 2000    | Socorro              | LINEAR                       |
| 103539 -                  | 2000 BZ17              | 30 de gener, 2000    | Socorro              | LINEAR                       |
| 103540 -                  | 2000 BT18              | 30 de gener, 2000    | Socorro              | LINEAR                       |
| 103541 -                  | 2000 BU18              | 30 de gener, 2000    | Socorro              | LINEAR                       |
| 103542 -                  | 2000 BV18              | 29 de gener, 2000    | Socorro              | LINEAR                       |
| 103543 -                  | 2000 BJ20              | 26 de gener, 2000    | Kitt Peak            | Spacewatch                   |
| 103544 -                  | 2000 BC21              | 29 de gener, 2000    | Kitt Peak            | Spacewatch                   |
| 103545 -                  | 2000 BP22              | 25 de gener, 2000    | Višnjan Observatory  | K. Korlević                  |
| 103546 -                  | 2000 BN23              | 27 de gener, 2000    | Socorro              | LINEAR                       |
| 103547 -                  | 2000 BA24              | 29 de gener, 2000    | Socorro              | LINEAR                       |
| 103548 -                  | 2000 BH24              | 29 de gener, 2000    | Socorro              | LINEAR                       |
| 103549 -                  | 2000 BJ24              | 29 de gener, 2000    | Socorro              | LINEAR                       |
| 103550 -                  | 2000 BS24              | 29 de gener, 2000    | Socorro              | LINEAR                       |
| 103551 -                  | 2000 BJ25              | 30 de gener, 2000    | Socorro              | LINEAR                       |
| 103552 -                  | 2000 BU26              | 30 de gener, 2000    | Socorro              | LINEAR                       |
| 103553 -                  | 2000 BW26              | 30 de gener, 2000    | Socorro              | LINEAR                       |
| 103554 -                  | 2000 BF27              | 30 de gener, 2000    | Socorro              | LINEAR                       |
| 103555 -                  | 2000 BS27              | 30 de gener, 2000    | Socorro              | LINEAR                       |
| 103556 -                  | 2000 BD28              | 31 de gener, 2000    | Socorro              | LINEAR                       |
| 103557 -                  | 2000 BK28              | 31 de gener, 2000    | Socorro              | LINEAR                       |
| 103558 -                  | 2000 BE29              | 25 de gener, 2000    | Višnjan Observatory  | K. Korlević                  |
| 103559 -                  | 2000 BU31              | 27 de gener, 2000    | Kitt Peak            | Spacewatch                   |
| 103560 Peate              | 2000 BZ31              | 30 de gener, 2000    | Catalina             | CSS                          |
| 103561 -                  | 2000 BJ32              | 28 de gener, 2000    | Kitt Peak            | Spacewatch                   |
| 103562 -                  | 2000 BL33              | 30 de gener, 2000    | Catalina             | CSS                          |
| 103563 -                  | 2000 BY33              | 30 de gener, 2000    | Catalina             | CSS                          |
| 103564 -                  | 2000 BR34              | 30 de gener, 2000    | Catalina             | CSS                          |
| 103565 -                  | 2000 BG35              | 30 de gener, 2000    | Socorro              | LINEAR                       |
| 103566 -                  | 2000 BL35              | 30 de gener, 2000    | Socorro              | LINEAR                       |
| 103567 -                  | 2000 BR40              | 29 de gener, 2000    | Kitt Peak            | Spacewatch                   |
| 103568 -                  | 2000 BZ41              | 30 de gener, 2000    | Kitt Peak            | Spacewatch                   |
| 103569 -                  | 2000 BD45              | 28 de gener, 2000    | Kitt Peak            | Spacewatch                   |
| 103570 -                  | 2000 BH49              | 27 de gener, 2000    | Kitt Peak            | Spacewatch                   |
| 103571 -                  | 2000 BU49              | 16 de gener, 2000    | Kitt Peak            | Spacewatch                   |
| 103572 -                  | 2000 BX50              | 16 de gener, 2000    | Kitt Peak            | Spacewatch                   |
| 103573 -                  | 2000 BE51              | 30 de gener, 2000    | Kitt Peak            | Spacewatch                   |
| 103574 -                  | 2000 CR                | 3 de febrer, 2000    | Prescott             | P. G. Comba                  |
| 103575 -                  | 2000 CS                | 3 de febrer, 2000    | Prescott             | P. G. Comba                  |
| 103576 -                  | 2000 CG1               | 4 de febrer, 2000    | Zeno                 | T. Stafford                  |
| 103577 -                  | 2000 CL1               | 4 de febrer, 2000    | Višnjan Observatory  | K. Korlević                  |
| 103578 -                  | 2000 CK3               | 2 de febrer, 2000    | Socorro              | LINEAR                       |
| 103579 -                  | 2000 CZ3               | 2 de febrer, 2000    | Socorro              | LINEAR                       |
| 103580 -                  | 2000 CF4               | 2 de febrer, 2000    | Socorro              | LINEAR                       |
| 103581 -                  | 2000 CO4               | 2 de febrer, 2000    | Socorro              | LINEAR                       |
| 103582 -                  | 2000 CQ4               | 2 de febrer, 2000    | Socorro              | LINEAR                       |
| 103583 -                  | 2000 CR5               | 2 de febrer, 2000    | Socorro              | LINEAR                       |
| 103584 -                  | 2000 CW5               | 2 de febrer, 2000    | Socorro              | LINEAR                       |
| 103585 -                  | 2000 CH7               | 2 de febrer, 2000    | Socorro              | LINEAR                       |
| 103586 -                  | 2000 CR7               | 2 de febrer, 2000    | Socorro              | LINEAR                       |
| 103587 -                  | 2000 CT7               | 2 de febrer, 2000    | Socorro              | LINEAR                       |
| 103588 -                  | 2000 CU7               | 2 de febrer, 2000    | Socorro              | LINEAR                       |
| 103589 -                  | 2000 CH8               | 2 de febrer, 2000    | Socorro              | LINEAR                       |
| 103590 -                  | 2000 CL8               | 2 de febrer, 2000    | Socorro              | LINEAR                       |
| 103591 -                  | 2000 CR8               | 2 de febrer, 2000    | Socorro              | LINEAR                       |
| 103592 -                  | 2000 CB9               | 2 de febrer, 2000    | Socorro              | LINEAR                       |
| 103593 -                  | 2000 CC10              | 2 de febrer, 2000    | Socorro              | LINEAR                       |
| 103594 -                  | 2000 CC11              | 2 de febrer, 2000    | Socorro              | LINEAR                       |
| 103595 -                  | 2000 CE11              | 2 de febrer, 2000    | Socorro              | LINEAR                       |
| 103596 -                  | 2000 CK12              | 2 de febrer, 2000    | Socorro              | LINEAR                       |
| 103597 -                  | 2000 CP14              | 2 de febrer, 2000    | Socorro              | LINEAR                       |
| 103598 -                  | 2000 CR14              | 2 de febrer, 2000    | Socorro              | LINEAR                       |
| 103599 -                  | 2000 CY14              | 2 de febrer, 2000    | Socorro              | LINEAR                       |
| 103600 -                  | 2000 CM16              | 2 de febrer, 2000    | Socorro              | LINEAR                       |
| 103601-103700             |                        |                      |                      |                              |
| 103601 -                  | 2000 CP17              | 2 de febrer, 2000    | Socorro              | LINEAR                       |
| 103602 -                  | 2000 CU17              | 2 de febrer, 2000    | Socorro              | LINEAR                       |
| 103603 -                  | 2000 CG18              | 2 de febrer, 2000    | Socorro              | LINEAR                       |
| 103604 -                  | 2000 CH18              | 2 de febrer, 2000    | Socorro              | LINEAR                       |
| 103605 -                  | 2000 CM18              | 2 de febrer, 2000    | Socorro              | LINEAR                       |
| 103606 -                  | 2000 CR18              | 2 de febrer, 2000    | Socorro              | LINEAR                       |
| 103607 -                  | 2000 CE19              | 2 de febrer, 2000    | Socorro              | LINEAR                       |
| 103608 -                  | 2000 CR19              | 2 de febrer, 2000    | Socorro              | LINEAR                       |
| 103609 -                  | 2000 CE20              | 2 de febrer, 2000    | Socorro              | LINEAR                       |
| 103610 -                  | 2000 CS20              | 2 de febrer, 2000    | Socorro              | LINEAR                       |
| 103611 -                  | 2000 CW20              | 2 de febrer, 2000    | Socorro              | LINEAR                       |
| 103612 -                  | 2000 CD21              | 2 de febrer, 2000    | Socorro              | LINEAR                       |
| 103613 -                  | 2000 CM21              | 2 de febrer, 2000    | Socorro              | LINEAR                       |
| 103614 -                  | 2000 CF22              | 2 de febrer, 2000    | Socorro              | LINEAR                       |
| 103615 -                  | 2000 CQ22              | 2 de febrer, 2000    | Socorro              | LINEAR                       |
| 103616 -                  | 2000 CK23              | 2 de febrer, 2000    | Socorro              | LINEAR                       |
| 103617 -                  | 2000 CL23              | 2 de febrer, 2000    | Socorro              | LINEAR                       |
| 103618 -                  | 2000 CT23              | 2 de febrer, 2000    | Socorro              | LINEAR                       |
| 103619 -                  | 2000 CH24              | 2 de febrer, 2000    | Socorro              | LINEAR                       |
| 103620 -                  | 2000 CJ24              | 2 de febrer, 2000    | Socorro              | LINEAR                       |
| 103621 -                  | 2000 CA25              | 2 de febrer, 2000    | Socorro              | LINEAR                       |
| 103622 -                  | 2000 CR25              | 2 de febrer, 2000    | Socorro              | LINEAR                       |
| 103623 -                  | 2000 CN26              | 2 de febrer, 2000    | Socorro              | LINEAR                       |
| 103624 -                  | 2000 CF27              | 2 de febrer, 2000    | Socorro              | LINEAR                       |
| 103625 -                  | 2000 CY27              | 2 de febrer, 2000    | Socorro              | LINEAR                       |
| 103626 -                  | 2000 CH28              | 2 de febrer, 2000    | Socorro              | LINEAR                       |
| 103627 -                  | 2000 CL28              | 2 de febrer, 2000    | Socorro              | LINEAR                       |
| 103628 -                  | 2000 CB29              | 2 de febrer, 2000    | Socorro              | LINEAR                       |
| 103629 -                  | 2000 CN29              | 2 de febrer, 2000    | Socorro              | LINEAR                       |
| 103630 -                  | 2000 CS29              | 2 de febrer, 2000    | Socorro              | LINEAR                       |
| 103631 -                  | 2000 CL30              | 2 de febrer, 2000    | Socorro              | LINEAR                       |
| 103632 -                  | 2000 CP30              | 2 de febrer, 2000    | Socorro              | LINEAR                       |
| 103633 -                  | 2000 CW30              | 2 de febrer, 2000    | Socorro              | LINEAR                       |
| 103634 -                  | 2000 CA31              | 2 de febrer, 2000    | Socorro              | LINEAR                       |
| 103635 -                  | 2000 CT31              | 2 de febrer, 2000    | Socorro              | LINEAR                       |
| 103636 -                  | 2000 CW31              | 2 de febrer, 2000    | Socorro              | LINEAR                       |
| 103637 -                  | 2000 CF32              | 2 de febrer, 2000    | Socorro              | LINEAR                       |
| 103638 -                  | 2000 CJ32              | 2 de febrer, 2000    | Socorro              | LINEAR                       |
| 103639 -                  | 2000 CP33              | 2 de febrer, 2000    | Oaxaca               | J. M. Roe                    |
| 103640 -                  | 2000 CQ33              | 4 de febrer, 2000    | Višnjan Observatory  | K. Korlević                  |
| 103641 -                  | 2000 CV33              | 4 de febrer, 2000    | Višnjan Observatory  | K. Korlević                  |
| 103642 -                  | 2000 CG34              | 5 de febrer, 2000    | Višnjan Observatory  | K. Korlević                  |
| 103643 -                  | 2000 CW34              | 2 de febrer, 2000    | Socorro              | LINEAR                       |
| 103644 -                  | 2000 CK35              | 2 de febrer, 2000    | Socorro              | LINEAR                       |
| 103645 -                  | 2000 CP35              | 2 de febrer, 2000    | Socorro              | LINEAR                       |
| 103646 -                  | 2000 CD36              | 2 de febrer, 2000    | Socorro              | LINEAR                       |
| 103647 -                  | 2000 CH36              | 2 de febrer, 2000    | Socorro              | LINEAR                       |
| 103648 -                  | 2000 CG37              | 2 de febrer, 2000    | Socorro              | LINEAR                       |
| 103649 -                  | 2000 CJ37              | 3 de febrer, 2000    | Socorro              | LINEAR                       |
| 103650 -                  | 2000 CL37              | 3 de febrer, 2000    | Socorro              | LINEAR                       |
| 103651 -                  | 2000 CJ38              | 3 de febrer, 2000    | Socorro              | LINEAR                       |
| 103652 -                  | 2000 CP38              | 3 de febrer, 2000    | Socorro              | LINEAR                       |
| 103653 -                  | 2000 CR39              | 5 de febrer, 2000    | Višnjan Observatory  | K. Korlević                  |
| 103654 -                  | 2000 CX40              | 2 de febrer, 2000    | Catalina             | CSS                          |
| 103655 -                  | 2000 CC41              | 6 de febrer, 2000    | Prescott             | P. G. Comba                  |
| 103656 -                  | 2000 CV41              | 2 de febrer, 2000    | Socorro              | LINEAR                       |
| 103657 -                  | 2000 CW41              | 2 de febrer, 2000    | Socorro              | LINEAR                       |
| 103658 -                  | 2000 CL42              | 2 de febrer, 2000    | Socorro              | LINEAR                       |
| 103659 -                  | 2000 CS45              | 2 de febrer, 2000    | Socorro              | LINEAR                       |
| 103660 -                  | 2000 CJ46              | 2 de febrer, 2000    | Socorro              | LINEAR                       |
| 103661 -                  | 2000 CK46              | 2 de febrer, 2000    | Socorro              | LINEAR                       |
| 103662 -                  | 2000 CM46              | 2 de febrer, 2000    | Socorro              | LINEAR                       |
| 103663 -                  | 2000 CC47              | 2 de febrer, 2000    | Socorro              | LINEAR                       |
| 103664 -                  | 2000 CK48              | 2 de febrer, 2000    | Socorro              | LINEAR                       |
| 103665 -                  | 2000 CZ48              | 2 de febrer, 2000    | Socorro              | LINEAR                       |
| 103666 -                  | 2000 CU49              | 2 de febrer, 2000    | Socorro              | LINEAR                       |
| 103667 -                  | 2000 CB50              | 2 de febrer, 2000    | Socorro              | LINEAR                       |
| 103668 -                  | 2000 CB51              | 2 de febrer, 2000    | Socorro              | LINEAR                       |
| 103669 -                  | 2000 CW51              | 2 de febrer, 2000    | Socorro              | LINEAR                       |
| 103670 -                  | 2000 CD52              | 2 de febrer, 2000    | Socorro              | LINEAR                       |
| 103671 -                  | 2000 CP54              | 2 de febrer, 2000    | Socorro              | LINEAR                       |
| 103672 -                  | 2000 CB55              | 3 de febrer, 2000    | Socorro              | LINEAR                       |
| 103673 -                  | 2000 CZ55              | 4 de febrer, 2000    | Socorro              | LINEAR                       |
| 103674 -                  | 2000 CU58              | 2 de febrer, 2000    | Socorro              | LINEAR                       |
| 103675 -                  | 2000 CP59              | 2 de febrer, 2000    | Socorro              | LINEAR                       |
| 103676 -                  | 2000 CQ59              | 2 de febrer, 2000    | Socorro              | LINEAR                       |
| 103677 -                  | 2000 CT59              | 2 de febrer, 2000    | Socorro              | LINEAR                       |
| 103678 -                  | 2000 CY59              | 2 de febrer, 2000    | Socorro              | LINEAR                       |
| 103679 -                  | 2000 CL61              | 2 de febrer, 2000    | Socorro              | LINEAR                       |
| 103680 -                  | 2000 CP61              | 2 de febrer, 2000    | Socorro              | LINEAR                       |
| 103681 -                  | 2000 CN62              | 2 de febrer, 2000    | Socorro              | LINEAR                       |
| 103682 -                  | 2000 CY62              | 2 de febrer, 2000    | Socorro              | LINEAR                       |
| 103683 -                  | 2000 CK64              | 3 de febrer, 2000    | Socorro              | LINEAR                       |
| 103684 -                  | 2000 CF65              | 3 de febrer, 2000    | Socorro              | LINEAR                       |
| 103685 -                  | 2000 CB66              | 6 de febrer, 2000    | Socorro              | LINEAR                       |
| 103686 -                  | 2000 CX66              | 6 de febrer, 2000    | Socorro              | LINEAR                       |
| 103687 -                  | 2000 CL68              | 1 de febrer, 2000    | Kitt Peak            | Spacewatch                   |
| 103688 -                  | 2000 CS68              | 1 de febrer, 2000    | Kitt Peak            | Spacewatch                   |
| 103689 -                  | 2000 CK69              | 1 de febrer, 2000    | Kitt Peak            | Spacewatch                   |
| 103690 -                  | 2000 CM71              | 7 de febrer, 2000    | Socorro              | LINEAR                       |
| 103691 -                  | 2000 CG72              | 7 de febrer, 2000    | Kitt Peak            | Spacewatch                   |
| 103692 -                  | 2000 CJ72              | 3 de febrer, 2000    | Višnjan Observatory  | K. Korlević                  |
| 103693 -                  | 2000 CY72              | 2 de febrer, 2000    | Socorro              | LINEAR                       |
| 103694 -                  | 2000 CP73              | 7 de febrer, 2000    | Kitt Peak            | Spacewatch                   |
| 103695 -                  | 2000 CL75              | 5 de febrer, 2000    | Socorro              | LINEAR                       |
| 103696 -                  | 2000 CP75              | 6 de febrer, 2000    | Socorro              | LINEAR                       |
| 103697 -                  | 2000 CB76              | 8 de febrer, 2000    | Socorro              | LINEAR                       |
| 103698 -                  | 2000 CH77              | 10 de febrer, 2000   | Višnjan Observatory  | K. Korlević                  |
| 103699 -                  | 2000 CS77              | 7 de febrer, 2000    | Kitt Peak            | Spacewatch                   |
| 103700 -                  | 2000 CC78              | 7 de febrer, 2000    | Kitt Peak            | Spacewatch                   |
| 103701-103800             |                        |                      |                      |                              |
| 103701 -                  | 2000 CL78              | 7 de febrer, 2000    | Kitt Peak            | Spacewatch                   |
| 103702 -                  | 2000 CZ78              | 8 de febrer, 2000    | Kitt Peak            | Spacewatch                   |
| 103703 -                  | 2000 CZ81              | 4 de febrer, 2000    | Socorro              | LINEAR                       |
| 103704 -                  | 2000 CH82              | 4 de febrer, 2000    | Socorro              | LINEAR                       |
| 103705 -                  | 2000 CW82              | 4 de febrer, 2000    | Socorro              | LINEAR                       |
| 103706 -                  | 2000 CS83              | 4 de febrer, 2000    | Socorro              | LINEAR                       |
| 103707 -                  | 2000 CW83              | 4 de febrer, 2000    | Socorro              | LINEAR                       |
| 103708 -                  | 2000 CD84              | 4 de febrer, 2000    | Socorro              | LINEAR                       |
| 103709 -                  | 2000 CF84              | 4 de febrer, 2000    | Socorro              | LINEAR                       |
| 103710 -                  | 2000 CT86              | 4 de febrer, 2000    | Socorro              | LINEAR                       |
| 103711 -                  | 2000 CV86              | 4 de febrer, 2000    | Socorro              | LINEAR                       |
| 103712 -                  | 2000 CP87              | 4 de febrer, 2000    | Socorro              | LINEAR                       |
| 103713 -                  | 2000 CZ87              | 4 de febrer, 2000    | Socorro              | LINEAR                       |
| 103714 -                  | 2000 CO89              | 4 de febrer, 2000    | Socorro              | LINEAR                       |
| 103715 -                  | 2000 CA91              | 6 de febrer, 2000    | Socorro              | LINEAR                       |
| 103716 -                  | 2000 CK91              | 6 de febrer, 2000    | Socorro              | LINEAR                       |
| 103717 -                  | 2000 CS91              | 6 de febrer, 2000    | Socorro              | LINEAR                       |
| 103718 -                  | 2000 CV92              | 6 de febrer, 2000    | Socorro              | LINEAR                       |
| 103719 -                  | 2000 CV93              | 8 de febrer, 2000    | Socorro              | LINEAR                       |
| 103720 -                  | 2000 CF95              | 8 de febrer, 2000    | Socorro              | LINEAR                       |
| 103721 -                  | 2000 CV95              | 10 de febrer, 2000   | Kitt Peak            | Spacewatch                   |
| 103722 -                  | 2000 CL96              | 11 de febrer, 2000   | Kitt Peak            | Spacewatch                   |
| 103723 -                  | 2000 CN96              | 11 de febrer, 2000   | Kitt Peak            | Spacewatch                   |
| 103724 -                  | 2000 CW96              | 6 de febrer, 2000    | Socorro              | LINEAR                       |
| 103725 -                  | 2000 CF98              | 7 de febrer, 2000    | Kitt Peak            | Spacewatch                   |
| 103726 -                  | 2000 CR98              | 8 de febrer, 2000    | Kitt Peak            | Spacewatch                   |
| 103727 -                  | 2000 CF99              | 8 de febrer, 2000    | Kitt Peak            | Spacewatch                   |
| 103728 -                  | 2000 CZ99              | 10 de febrer, 2000   | Kitt Peak            | Spacewatch                   |
| 103729 -                  | 2000 CW100             | 12 de febrer, 2000   | Kitt Peak            | Spacewatch                   |
| 103730 -                  | 2000 CJ102             | 2 de febrer, 2000    | Socorro              | LINEAR                       |
| 103731 -                  | 2000 CK102             | 2 de febrer, 2000    | Socorro              | LINEAR                       |
| 103732 -                  | 2000 CO103             | 8 de febrer, 2000    | Socorro              | LINEAR                       |
| 103733 Bernardharris      | 2000 CD105             | 5 de febrer, 2000    | Kitt Peak            | M. W. Buie                   |
| 103734 Winstonscott       | 2000 CO106             | 5 de febrer, 2000    | Kitt Peak            | M. W. Buie                   |
| 103735 -                  | 2000 CH108             | 5 de febrer, 2000    | Catalina             | CSS                          |
| 103736 -                  | 2000 CQ108             | 5 de febrer, 2000    | Catalina             | CSS                          |
| 103737 Curbeam            | 2000 CU108             | 5 de febrer, 2000    | Kitt Peak            | M. W. Buie                   |
| 103738 Stephaniewilson    | 2000 CA110             | 5 de febrer, 2000    | Kitt Peak            | M. W. Buie                   |
| 103739 Higginbotham       | 2000 CT110             | 6 de febrer, 2000    | Kitt Peak            | M. W. Buie                   |
| 103740 Budinger           | 2000 CV110             | 6 de febrer, 2000    | Kitt Peak            | M. W. Buie                   |
| 103741 -                  | 2000 CA112             | 7 de febrer, 2000    | Catalina             | CSS                          |
| 103742 -                  | 2000 CP112             | 7 de febrer, 2000    | Catalina             | CSS                          |
| 103743 -                  | 2000 CS112             | 7 de febrer, 2000    | Catalina             | CSS                          |
| 103744 -                  | 2000 CV112             | 7 de febrer, 2000    | Catalina             | CSS                          |
| 103745 -                  | 2000 CC113             | 8 de febrer, 2000    | Kitt Peak            | Spacewatch                   |
| 103746 -                  | 2000 CK113             | 10 de febrer, 2000   | Kitt Peak            | Spacewatch                   |
| 103747 -                  | 2000 CT114             | 1 de febrer, 2000    | Catalina             | CSS                          |
| 103748 -                  | 2000 CE115             | 2 de febrer, 2000    | Socorro              | LINEAR                       |
| 103749 -                  | 2000 CO115             | 3 de febrer, 2000    | Socorro              | LINEAR                       |
| 103750 -                  | 2000 CZ116             | 3 de febrer, 2000    | Socorro              | LINEAR                       |
| 103751 -                  | 2000 CE117             | 2 de febrer, 2000    | Socorro              | LINEAR                       |
| 103752 -                  | 2000 CM117             | 3 de febrer, 2000    | Socorro              | LINEAR                       |
| 103753 -                  | 2000 CA118             | 3 de febrer, 2000    | Socorro              | LINEAR                       |
| 103754 -                  | 2000 CP122             | 3 de febrer, 2000    | Socorro              | LINEAR                       |
| 103755 -                  | 2000 CY123             | 3 de febrer, 2000    | Socorro              | LINEAR                       |
| 103756 -                  | 2000 CH124             | 3 de febrer, 2000    | Socorro              | LINEAR                       |
| 103757 -                  | 2000 CJ124             | 3 de febrer, 2000    | Socorro              | LINEAR                       |
| 103758 -                  | 2000 CF125             | 3 de febrer, 2000    | Socorro              | LINEAR                       |
| 103759 -                  | 2000 CG125             | 3 de febrer, 2000    | Socorro              | LINEAR                       |
| 103760 -                  | 2000 CV125             | 3 de febrer, 2000    | Socorro              | LINEAR                       |
| 103761 -                  | 2000 CV129             | 3 de febrer, 2000    | Kitt Peak            | Spacewatch                   |
| 103762 -                  | 2000 CP131             | 3 de febrer, 2000    | Kitt Peak            | Spacewatch                   |
| 103763 -                  | 2000 CP136             | 3 de febrer, 2000    | Kitt Peak            | Spacewatch                   |
| 103764 -                  | 2000 CY139             | 4 de febrer, 2000    | Kitt Peak            | Spacewatch                   |
| 103765 -                  | 2000 CZ139             | 4 de febrer, 2000    | Kitt Peak            | Spacewatch                   |
| 103766 -                  | 2000 CY141             | 3 de febrer, 2000    | Socorro              | LINEAR                       |
| 103767 -                  | 2000 CK147             | 2 de febrer, 2000    | Kitt Peak            | Spacewatch                   |
| 103768 -                  | 2000 DO                | 23 de febrer, 2000   | Višnjan Observatory  | K. Korlević                  |
| 103769 -                  | 2000 DV                | 24 de febrer, 2000   | Oizumi               | T. Kobayashi                 |
| 103770 Wilfriedlang       | 2000 DP1               | 26 de febrer, 2000   | Drebach              | J. Kandler, G. Lehmann       |
| 103771 -                  | 2000 DZ1               | 26 de febrer, 2000   | Kitt Peak            | Spacewatch                   |
| 103772 -                  | 2000 DD2               | 26 de febrer, 2000   | Kitt Peak            | Spacewatch                   |
| 103773 -                  | 2000 DH2               | 26 de febrer, 2000   | Kitt Peak            | Spacewatch                   |
| 103774 -                  | 2000 DA4               | 28 de febrer, 2000   | Socorro              | LINEAR                       |
| 103775 -                  | 2000 DK4               | 28 de febrer, 2000   | Socorro              | LINEAR                       |
| 103776 -                  | 2000 DV4               | 28 de febrer, 2000   | Socorro              | LINEAR                       |
| 103777 -                  | 2000 DG5               | 28 de febrer, 2000   | Socorro              | LINEAR                       |
| 103778 -                  | 2000 DH5               | 28 de febrer, 2000   | Socorro              | LINEAR                       |
| 103779 -                  | 2000 DN5               | 24 de febrer, 2000   | Socorro              | LINEAR                       |
| 103780 -                  | 2000 DO5               | 25 de febrer, 2000   | Socorro              | LINEAR                       |
| 103781 -                  | 2000 DZ6               | 29 de febrer, 2000   | Oaxaca               | J. M. Roe                    |
| 103782 -                  | 2000 DJ7               | 29 de febrer, 2000   | Oizumi               | T. Kobayashi                 |
| 103783 -                  | 2000 DZ7               | 28 de febrer, 2000   | Kitt Peak            | Spacewatch                   |
| 103784 -                  | 2000 DA8               | 28 de febrer, 2000   | Kitt Peak            | Spacewatch                   |
| 103785 -                  | 2000 DQ8               | 27 de febrer, 2000   | Rock Finder          | W. K. Y. Yeung               |
| 103786 -                  | 2000 DY8               | 26 de febrer, 2000   | Kitt Peak            | Spacewatch                   |
| 103787 -                  | 2000 DL9               | 26 de febrer, 2000   | Kitt Peak            | Spacewatch                   |
| 103788 -                  | 2000 DA10              | 26 de febrer, 2000   | Kitt Peak            | Spacewatch                   |
| 103789 -                  | 2000 DL10              | 26 de febrer, 2000   | Kitt Peak            | Spacewatch                   |
| 103790 -                  | 2000 DY10              | 26 de febrer, 2000   | Kitt Peak            | Spacewatch                   |
| 103791 -                  | 2000 DB11              | 26 de febrer, 2000   | Kitt Peak            | Spacewatch                   |
| 103792 -                  | 2000 DE11              | 26 de febrer, 2000   | Kitt Peak            | Spacewatch                   |
| 103793 -                  | 2000 DK11              | 27 de febrer, 2000   | Kitt Peak            | Spacewatch                   |
| 103794 -                  | 2000 DG12              | 27 de febrer, 2000   | Kitt Peak            | Spacewatch                   |
| 103795 -                  | 2000 DO12              | 27 de febrer, 2000   | Kitt Peak            | Spacewatch                   |
| 103796 -                  | 2000 DQ12              | 27 de febrer, 2000   | Kitt Peak            | Spacewatch                   |
| 103797 -                  | 2000 DR12              | 27 de febrer, 2000   | Kitt Peak            | Spacewatch                   |
| 103798 -                  | 2000 DH13              | 28 de febrer, 2000   | Kitt Peak            | Spacewatch                   |
| 103799 -                  | 2000 DN13              | 28 de febrer, 2000   | Kitt Peak            | Spacewatch                   |
| 103800 -                  | 2000 DO13              | 28 de febrer, 2000   | Kitt Peak            | Spacewatch                   |
| 103801-103900             |                        |                      |                      |                              |
| 103801 -                  | 2000 DY13              | 28 de febrer, 2000   | Kitt Peak            | Spacewatch                   |
| 103802 -                  | 2000 DH14              | 28 de febrer, 2000   | Kitt Peak            | Spacewatch                   |
| 103803 -                  | 2000 DJ17              | 29 de febrer, 2000   | Socorro              | LINEAR                       |
| 103804 -                  | 2000 DU17              | 26 de febrer, 2000   | Kitt Peak            | Spacewatch                   |
| 103805 -                  | 2000 DV17              | 26 de febrer, 2000   | Kitt Peak            | Spacewatch                   |
| 103806 -                  | 2000 DZ17              | 25 de febrer, 2000   | Siding Spring        | R. H. McNaught               |
| 103807 -                  | 2000 DM18              | 28 de febrer, 2000   | Socorro              | LINEAR                       |
| 103808 -                  | 2000 DN18              | 28 de febrer, 2000   | Socorro              | LINEAR                       |
| 103809 -                  | 2000 DB19              | 29 de febrer, 2000   | Socorro              | LINEAR                       |
| 103810 -                  | 2000 DD19              | 29 de febrer, 2000   | Socorro              | LINEAR                       |
| 103811 -                  | 2000 DE19              | 29 de febrer, 2000   | Socorro              | LINEAR                       |
| 103812 -                  | 2000 DK19              | 29 de febrer, 2000   | Socorro              | LINEAR                       |
| 103813 -                  | 2000 DO19              | 29 de febrer, 2000   | Socorro              | LINEAR                       |
| 103814 -                  | 2000 DW19              | 29 de febrer, 2000   | Socorro              | LINEAR                       |
| 103815 -                  | 2000 DE20              | 29 de febrer, 2000   | Socorro              | LINEAR                       |
| 103816 -                  | 2000 DL20              | 29 de febrer, 2000   | Socorro              | LINEAR                       |
| 103817 -                  | 2000 DW20              | 29 de febrer, 2000   | Socorro              | LINEAR                       |
| 103818 -                  | 2000 DY20              | 29 de febrer, 2000   | Socorro              | LINEAR                       |
| 103819 -                  | 2000 DL21              | 29 de febrer, 2000   | Socorro              | LINEAR                       |
| 103820 -                  | 2000 DN22              | 29 de febrer, 2000   | Socorro              | LINEAR                       |
| 103821 -                  | 2000 DE23              | 29 de febrer, 2000   | Socorro              | LINEAR                       |
| 103822 -                  | 2000 DQ23              | 29 de febrer, 2000   | Socorro              | LINEAR                       |
| 103823 -                  | 2000 DC24              | 29 de febrer, 2000   | Socorro              | LINEAR                       |
| 103824 -                  | 2000 DE24              | 29 de febrer, 2000   | Socorro              | LINEAR                       |
| 103825 -                  | 2000 DR24              | 29 de febrer, 2000   | Socorro              | LINEAR                       |
| 103826 -                  | 2000 DV24              | 29 de febrer, 2000   | Socorro              | LINEAR                       |
| 103827 -                  | 2000 DH25              | 29 de febrer, 2000   | Socorro              | LINEAR                       |
| 103828 -                  | 2000 DC26              | 29 de febrer, 2000   | Socorro              | LINEAR                       |
| 103829 -                  | 2000 DZ26              | 29 de febrer, 2000   | Socorro              | LINEAR                       |
| 103830 -                  | 2000 DL27              | 29 de febrer, 2000   | Socorro              | LINEAR                       |
| 103831 -                  | 2000 DO27              | 29 de febrer, 2000   | Socorro              | LINEAR                       |
| 103832 -                  | 2000 DV27              | 29 de febrer, 2000   | Socorro              | LINEAR                       |
| 103833 -                  | 2000 DP28              | 29 de febrer, 2000   | Socorro              | LINEAR                       |
| 103834 -                  | 2000 DY28              | 29 de febrer, 2000   | Socorro              | LINEAR                       |
| 103835 -                  | 2000 DG29              | 29 de febrer, 2000   | Socorro              | LINEAR                       |
| 103836 -                  | 2000 DU29              | 29 de febrer, 2000   | Socorro              | LINEAR                       |
| 103837 -                  | 2000 DX29              | 29 de febrer, 2000   | Socorro              | LINEAR                       |
| 103838 -                  | 2000 DN31              | 29 de febrer, 2000   | Socorro              | LINEAR                       |
| 103839 -                  | 2000 DN32              | 29 de febrer, 2000   | Socorro              | LINEAR                       |
| 103840 -                  | 2000 DU32              | 29 de febrer, 2000   | Socorro              | LINEAR                       |
| 103841 -                  | 2000 DM33              | 29 de febrer, 2000   | Socorro              | LINEAR                       |
| 103842 -                  | 2000 DQ33              | 29 de febrer, 2000   | Socorro              | LINEAR                       |
| 103843 -                  | 2000 DZ33              | 29 de febrer, 2000   | Socorro              | LINEAR                       |
| 103844 -                  | 2000 DC34              | 29 de febrer, 2000   | Socorro              | LINEAR                       |
| 103845 -                  | 2000 DF34              | 29 de febrer, 2000   | Socorro              | LINEAR                       |
| 103846 -                  | 2000 DQ34              | 29 de febrer, 2000   | Socorro              | LINEAR                       |
| 103847 -                  | 2000 DW34              | 29 de febrer, 2000   | Socorro              | LINEAR                       |
| 103848 -                  | 2000 DE35              | 29 de febrer, 2000   | Socorro              | LINEAR                       |
| 103849 -                  | 2000 DK35              | 29 de febrer, 2000   | Socorro              | LINEAR                       |
| 103850 -                  | 2000 DS35              | 29 de febrer, 2000   | Socorro              | LINEAR                       |
| 103851 -                  | 2000 DW35              | 29 de febrer, 2000   | Socorro              | LINEAR                       |
| 103852 -                  | 2000 DH36              | 29 de febrer, 2000   | Socorro              | LINEAR                       |
| 103853 -                  | 2000 DX36              | 29 de febrer, 2000   | Socorro              | LINEAR                       |
| 103854 -                  | 2000 DJ37              | 29 de febrer, 2000   | Socorro              | LINEAR                       |
| 103855 -                  | 2000 DP37              | 29 de febrer, 2000   | Socorro              | LINEAR                       |
| 103856 -                  | 2000 DA38              | 29 de febrer, 2000   | Socorro              | LINEAR                       |
| 103857 -                  | 2000 DG39              | 29 de febrer, 2000   | Socorro              | LINEAR                       |
| 103858 -                  | 2000 DH39              | 29 de febrer, 2000   | Socorro              | LINEAR                       |
| 103859 -                  | 2000 DX39              | 29 de febrer, 2000   | Socorro              | LINEAR                       |
| 103860 -                  | 2000 DN40              | 29 de febrer, 2000   | Socorro              | LINEAR                       |
| 103861 -                  | 2000 DS40              | 29 de febrer, 2000   | Socorro              | LINEAR                       |
| 103862 -                  | 2000 DW40              | 29 de febrer, 2000   | Socorro              | LINEAR                       |
| 103863 -                  | 2000 DR41              | 29 de febrer, 2000   | Socorro              | LINEAR                       |
| 103864 -                  | 2000 DX41              | 29 de febrer, 2000   | Socorro              | LINEAR                       |
| 103865 -                  | 2000 DY42              | 29 de febrer, 2000   | Socorro              | LINEAR                       |
| 103866 -                  | 2000 DA43              | 29 de febrer, 2000   | Socorro              | LINEAR                       |
| 103867 -                  | 2000 DC43              | 29 de febrer, 2000   | Socorro              | LINEAR                       |
| 103868 -                  | 2000 DV43              | 29 de febrer, 2000   | Socorro              | LINEAR                       |
| 103869 -                  | 2000 DC44              | 29 de febrer, 2000   | Socorro              | LINEAR                       |
| 103870 -                  | 2000 DJ44              | 29 de febrer, 2000   | Socorro              | LINEAR                       |
| 103871 -                  | 2000 DK45              | 29 de febrer, 2000   | Socorro              | LINEAR                       |
| 103872 -                  | 2000 DT45              | 29 de febrer, 2000   | Socorro              | LINEAR                       |
| 103873 -                  | 2000 DD46              | 29 de febrer, 2000   | Socorro              | LINEAR                       |
| 103874 -                  | 2000 DG46              | 29 de febrer, 2000   | Socorro              | LINEAR                       |
| 103875 -                  | 2000 DR47              | 29 de febrer, 2000   | Socorro              | LINEAR                       |
| 103876 -                  | 2000 DS47              | 29 de febrer, 2000   | Socorro              | LINEAR                       |
| 103877 -                  | 2000 DF48              | 29 de febrer, 2000   | Socorro              | LINEAR                       |
| 103878 -                  | 2000 DH48              | 29 de febrer, 2000   | Socorro              | LINEAR                       |
| 103879 -                  | 2000 DZ48              | 29 de febrer, 2000   | Socorro              | LINEAR                       |
| 103880 -                  | 2000 DG49              | 29 de febrer, 2000   | Socorro              | LINEAR                       |
| 103881 -                  | 2000 DS49              | 29 de febrer, 2000   | Socorro              | LINEAR                       |
| 103882 -                  | 2000 DE50              | 29 de febrer, 2000   | Socorro              | LINEAR                       |
| 103883 -                  | 2000 DP50              | 29 de febrer, 2000   | Socorro              | LINEAR                       |
| 103884 -                  | 2000 DB51              | 29 de febrer, 2000   | Socorro              | LINEAR                       |
| 103885 -                  | 2000 DH51              | 29 de febrer, 2000   | Socorro              | LINEAR                       |
| 103886 -                  | 2000 DP51              | 29 de febrer, 2000   | Socorro              | LINEAR                       |
| 103887 -                  | 2000 DO52              | 29 de febrer, 2000   | Socorro              | LINEAR                       |
| 103888 -                  | 2000 DP52              | 29 de febrer, 2000   | Socorro              | LINEAR                       |
| 103889 -                  | 2000 DS52              | 29 de febrer, 2000   | Socorro              | LINEAR                       |
| 103890 -                  | 2000 DY52              | 29 de febrer, 2000   | Socorro              | LINEAR                       |
| 103891 -                  | 2000 DJ53              | 29 de febrer, 2000   | Socorro              | LINEAR                       |
| 103892 -                  | 2000 DM54              | 29 de febrer, 2000   | Socorro              | LINEAR                       |
| 103893 -                  | 2000 DR54              | 29 de febrer, 2000   | Socorro              | LINEAR                       |
| 103894 -                  | 2000 DB55              | 29 de febrer, 2000   | Socorro              | LINEAR                       |
| 103895 -                  | 2000 DF55              | 29 de febrer, 2000   | Socorro              | LINEAR                       |
| 103896 -                  | 2000 DN55              | 29 de febrer, 2000   | Socorro              | LINEAR                       |
| 103897 -                  | 2000 DS55              | 29 de febrer, 2000   | Socorro              | LINEAR                       |
| 103898 -                  | 2000 DT55              | 29 de febrer, 2000   | Socorro              | LINEAR                       |
| 103899 -                  | 2000 DG56              | 29 de febrer, 2000   | Socorro              | LINEAR                       |
| 103900 -                  | 2000 DM56              | 29 de febrer, 2000   | Socorro              | LINEAR                       |
| 103901-104000             |                        |                      |                      |                              |
| 103901 -                  | 2000 DP56              | 29 de febrer, 2000   | Socorro              | LINEAR                       |
| 103902 -                  | 2000 DR56              | 29 de febrer, 2000   | Socorro              | LINEAR                       |
| 103903 -                  | 2000 DX56              | 29 de febrer, 2000   | Socorro              | LINEAR                       |
| 103904 -                  | 2000 DG57              | 29 de febrer, 2000   | Socorro              | LINEAR                       |
| 103905 -                  | 2000 DA58              | 29 de febrer, 2000   | Socorro              | LINEAR                       |
| 103906 -                  | 2000 DJ58              | 29 de febrer, 2000   | Socorro              | LINEAR                       |
| 103907 -                  | 2000 DW58              | 29 de febrer, 2000   | Socorro              | LINEAR                       |
| 103908 -                  | 2000 DO59              | 29 de febrer, 2000   | Socorro              | LINEAR                       |
| 103909 -                  | 2000 DQ59              | 29 de febrer, 2000   | Socorro              | LINEAR                       |
| 103910 -                  | 2000 DS59              | 29 de febrer, 2000   | Socorro              | LINEAR                       |
| 103911 -                  | 2000 DW59              | 29 de febrer, 2000   | Socorro              | LINEAR                       |
| 103912 -                  | 2000 DA60              | 29 de febrer, 2000   | Socorro              | LINEAR                       |
| 103913 -                  | 2000 DN60              | 29 de febrer, 2000   | Socorro              | LINEAR                       |
| 103914 -                  | 2000 DR60              | 29 de febrer, 2000   | Socorro              | LINEAR                       |
| 103915 -                  | 2000 DZ60              | 29 de febrer, 2000   | Socorro              | LINEAR                       |
| 103916 -                  | 2000 DL61              | 29 de febrer, 2000   | Socorro              | LINEAR                       |
| 103917 -                  | 2000 DS61              | 29 de febrer, 2000   | Socorro              | LINEAR                       |
| 103918 -                  | 2000 DG62              | 29 de febrer, 2000   | Socorro              | LINEAR                       |
| 103919 -                  | 2000 DJ62              | 29 de febrer, 2000   | Socorro              | LINEAR                       |
| 103920 -                  | 2000 DM62              | 29 de febrer, 2000   | Socorro              | LINEAR                       |
| 103921 -                  | 2000 DN62              | 29 de febrer, 2000   | Socorro              | LINEAR                       |
| 103922 -                  | 2000 DO62              | 29 de febrer, 2000   | Socorro              | LINEAR                       |
| 103923 -                  | 2000 DP62              | 29 de febrer, 2000   | Socorro              | LINEAR                       |
| 103924 -                  | 2000 DC63              | 29 de febrer, 2000   | Socorro              | LINEAR                       |
| 103925 -                  | 2000 DJ63              | 29 de febrer, 2000   | Socorro              | LINEAR                       |
| 103926 -                  | 2000 DR63              | 29 de febrer, 2000   | Socorro              | LINEAR                       |
| 103927 -                  | 2000 DA64              | 29 de febrer, 2000   | Socorro              | LINEAR                       |
| 103928 -                  | 2000 DL64              | 29 de febrer, 2000   | Socorro              | LINEAR                       |
| 103929 -                  | 2000 DU64              | 29 de febrer, 2000   | Socorro              | LINEAR                       |
| 103930 -                  | 2000 DG65              | 29 de febrer, 2000   | Socorro              | LINEAR                       |
| 103931 -                  | 2000 DN65              | 29 de febrer, 2000   | Socorro              | LINEAR                       |
| 103932 -                  | 2000 DS65              | 29 de febrer, 2000   | Socorro              | LINEAR                       |
| 103933 -                  | 2000 DY66              | 29 de febrer, 2000   | Socorro              | LINEAR                       |
| 103934 -                  | 2000 DK67              | 29 de febrer, 2000   | Socorro              | LINEAR                       |
| 103935 -                  | 2000 DS67              | 29 de febrer, 2000   | Socorro              | LINEAR                       |
| 103936 -                  | 2000 DV67              | 29 de febrer, 2000   | Socorro              | LINEAR                       |
| 103937 -                  | 2000 DR68              | 29 de febrer, 2000   | Socorro              | LINEAR                       |
| 103938 -                  | 2000 DU68              | 29 de febrer, 2000   | Socorro              | LINEAR                       |
| 103939 -                  | 2000 DJ69              | 29 de febrer, 2000   | Socorro              | LINEAR                       |
| 103940 -                  | 2000 DM69              | 29 de febrer, 2000   | Socorro              | LINEAR                       |
| 103941 -                  | 2000 DW69              | 29 de febrer, 2000   | Socorro              | LINEAR                       |
| 103942 -                  | 2000 DE70              | 29 de febrer, 2000   | Socorro              | LINEAR                       |
| 103943 -                  | 2000 DU70              | 29 de febrer, 2000   | Socorro              | LINEAR                       |
| 103944 -                  | 2000 DE71              | 29 de febrer, 2000   | Socorro              | LINEAR                       |
| 103945 -                  | 2000 DK71              | 29 de febrer, 2000   | Socorro              | LINEAR                       |
| 103946 -                  | 2000 DG72              | 29 de febrer, 2000   | Socorro              | LINEAR                       |
| 103947 -                  | 2000 DK72              | 29 de febrer, 2000   | Socorro              | LINEAR                       |
| 103948 -                  | 2000 DP72              | 29 de febrer, 2000   | Socorro              | LINEAR                       |
| 103949 -                  | 2000 DD73              | 29 de febrer, 2000   | Socorro              | LINEAR                       |
| 103950 -                  | 2000 DK73              | 29 de febrer, 2000   | Socorro              | LINEAR                       |
| 103951 -                  | 2000 DW73              | 29 de febrer, 2000   | Socorro              | LINEAR                       |
| 103952 -                  | 2000 DA74              | 29 de febrer, 2000   | Socorro              | LINEAR                       |
| 103953 -                  | 2000 DB74              | 29 de febrer, 2000   | Socorro              | LINEAR                       |
| 103954 -                  | 2000 DM74              | 29 de febrer, 2000   | Socorro              | LINEAR                       |
| 103955 -                  | 2000 DB75              | 29 de febrer, 2000   | Socorro              | LINEAR                       |
| 103956 -                  | 2000 DR75              | 29 de febrer, 2000   | Socorro              | LINEAR                       |
| 103957 -                  | 2000 DS75              | 29 de febrer, 2000   | Socorro              | LINEAR                       |
| 103958 -                  | 2000 DC76              | 29 de febrer, 2000   | Socorro              | LINEAR                       |
| 103959 -                  | 2000 DT76              | 29 de febrer, 2000   | Socorro              | LINEAR                       |
| 103960 -                  | 2000 DD77              | 29 de febrer, 2000   | Socorro              | LINEAR                       |
| 103961 -                  | 2000 DM77              | 29 de febrer, 2000   | Socorro              | LINEAR                       |
| 103962 -                  | 2000 DZ77              | 29 de febrer, 2000   | Socorro              | LINEAR                       |
| 103963 -                  | 2000 DT78              | 29 de febrer, 2000   | Socorro              | LINEAR                       |
| 103964 -                  | 2000 DV78              | 29 de febrer, 2000   | Socorro              | LINEAR                       |
| 103965 -                  | 2000 DW78              | 29 de febrer, 2000   | Socorro              | LINEAR                       |
| 103966 Luni               | 2000 DC79              | 28 de febrer, 2000   | Monte Agliale        | S. Donati                    |
| 103967 -                  | 2000 DP79              | 28 de febrer, 2000   | Socorro              | LINEAR                       |
| 103968 -                  | 2000 DX79              | 28 de febrer, 2000   | Socorro              | LINEAR                       |
| 103969 -                  | 2000 DB80              | 28 de febrer, 2000   | Socorro              | LINEAR                       |
| 103970 -                  | 2000 DK80              | 28 de febrer, 2000   | Socorro              | LINEAR                       |
| 103971 -                  | 2000 DW80              | 28 de febrer, 2000   | Socorro              | LINEAR                       |
| 103972 -                  | 2000 DD81              | 28 de febrer, 2000   | Socorro              | LINEAR                       |
| 103973 -                  | 2000 DL82              | 28 de febrer, 2000   | Socorro              | LINEAR                       |
| 103974 -                  | 2000 DF83              | 28 de febrer, 2000   | Socorro              | LINEAR                       |
| 103975 -                  | 2000 DO83              | 28 de febrer, 2000   | Socorro              | LINEAR                       |
| 103976 -                  | 2000 DR83              | 28 de febrer, 2000   | Socorro              | LINEAR                       |
| 103977 -                  | 2000 DS84              | 29 de febrer, 2000   | Socorro              | LINEAR                       |
| 103978 -                  | 2000 DZ84              | 29 de febrer, 2000   | Socorro              | LINEAR                       |
| 103979 -                  | 2000 DN85              | 29 de febrer, 2000   | Socorro              | LINEAR                       |
| 103980 -                  | 2000 DT85              | 29 de febrer, 2000   | Socorro              | LINEAR                       |
| 103981 -                  | 2000 DC86              | 29 de febrer, 2000   | Socorro              | LINEAR                       |
| 103982 -                  | 2000 DE86              | 29 de febrer, 2000   | Socorro              | LINEAR                       |
| 103983 -                  | 2000 DG86              | 29 de febrer, 2000   | Socorro              | LINEAR                       |
| 103984 -                  | 2000 DH86              | 29 de febrer, 2000   | Socorro              | LINEAR                       |
| 103985 -                  | 2000 DE89              | 26 de febrer, 2000   | Kitt Peak            | Spacewatch                   |
| 103986 -                  | 2000 DB90              | 27 de febrer, 2000   | Kitt Peak            | Spacewatch                   |
| 103987 -                  | 2000 DS92              | 28 de febrer, 2000   | Kitt Peak            | Spacewatch                   |
| 103988 -                  | 2000 DE93              | 28 de febrer, 2000   | Socorro              | LINEAR                       |
| 103989 -                  | 2000 DC94              | 28 de febrer, 2000   | Socorro              | LINEAR                       |
| 103990 -                  | 2000 DS94              | 28 de febrer, 2000   | Socorro              | LINEAR                       |
| 103991 -                  | 2000 DC95              | 28 de febrer, 2000   | Socorro              | LINEAR                       |
| 103992 -                  | 2000 DG95              | 28 de febrer, 2000   | Socorro              | LINEAR                       |
| 103993 -                  | 2000 DH95              | 28 de febrer, 2000   | Socorro              | LINEAR                       |
| 103994 -                  | 2000 DQ95              | 28 de febrer, 2000   | Socorro              | LINEAR                       |
| 103995 -                  | 2000 DX95              | 28 de febrer, 2000   | Socorro              | LINEAR                       |
| 103996 -                  | 2000 DX96              | 29 de febrer, 2000   | Socorro              | LINEAR                       |
| 103997 -                  | 2000 DV97              | 29 de febrer, 2000   | Socorro              | LINEAR                       |
| 103998 -                  | 2000 DE98              | 29 de febrer, 2000   | Socorro              | LINEAR                       |
| 103999 -                  | 2000 DB99              | 29 de febrer, 2000   | Socorro              | LINEAR                       |
| 104000 -                  | 2000 DM99              | 29 de febrer, 2000   | Socorro              | LINEAR                       |